# Liste der Biografien/Cra
Liste der Biografien |
Portal Biografien |
Personensuche
# |
A |
B |
C |
D |
E |
F |
G |
H |
I |
J |
K |
L |
M |
N |
O |
P |
Q |
R |
S |
T |
U |
V |
W |
X |
Y |
Z |
?
 
Ca |
Cb |
Cc |
Ce |
Ch |
Ci |
Cj |
Ck |
Cl |
Cm |
Cn |
Co |
Cr |
Cs |
Ct |
Cu |
Cv |
Cw |
Cy |
Cz
 
Cra |
Cre |
Crh |
Cri |
Crk |
Crl |
Crn |
Cro |
Cru |
Crv |
Cry |
Crz
Die Liste der Biografien führt alle Personen auf, die in der deutschsprachigen Wikipedia einen Artikel haben. Dieses ist eine Teilliste mit 886 Einträgen von Personen, deren Namen mit den Buchstaben „Cra“ beginnt.

## Cra

### Craa
- Craan, Antoine (1931–2010), haitianisch-kanadischer Fußballspieler
- Craanen, Theodor († 1688), deutscher Mathematiker und Mediziner
- Craatz, Heinz (1918–2018), deutscher Politiker (SPD), MdA

### Crab
- Crab, John, schottischer Kaufmann und Politiker
- Crab, John, niederländischer Kaufmann, Pirat und Militäringenieur
- Crab, Thomas (* 1987), belgischer Basketballtrainer
- Crabb, George Whitfield (1804–1846), US-amerikanischer Offizier, Richter und Politiker
- Crabb, Helen (1891–1972), neuseeländische Malerin, Zeichnerin und Kunstlehrerin
- Crabb, Jeremiah (1760–1800), englisch-amerikanischer Politiker
- Crabb, Joey (* 1983), US-amerikanischer Eishockeyspieler und -trainer
- Crabb, Lawrence J. (1944–2021), US-amerikanischer Psychologe, Seelsorger, Buchautor und Referent
- Crabb, Lionel (* 1909), britischer Kampftaucher und Marineoffizier
- Crabb, R. Paul (* 1954), US-amerikanischer Musikpädagoge und Chorleiter
- Crabb, Stephen (* 1973), britischer Politiker der Conservative Party
- Crabb, Taylor (* 1992), US-amerikanischer Beachvolleyballspieler
- Crabb, Trevor (* 1989), US-amerikanischer Beachvolleyballspieler
- Crabbe, Allen (* 1992), US-amerikanischer Basketballspieler
- Crabbe, Buster (1908–1983), US-amerikanischer Schwimmer und SchauspielerBuster Crabbe (1908–1983)

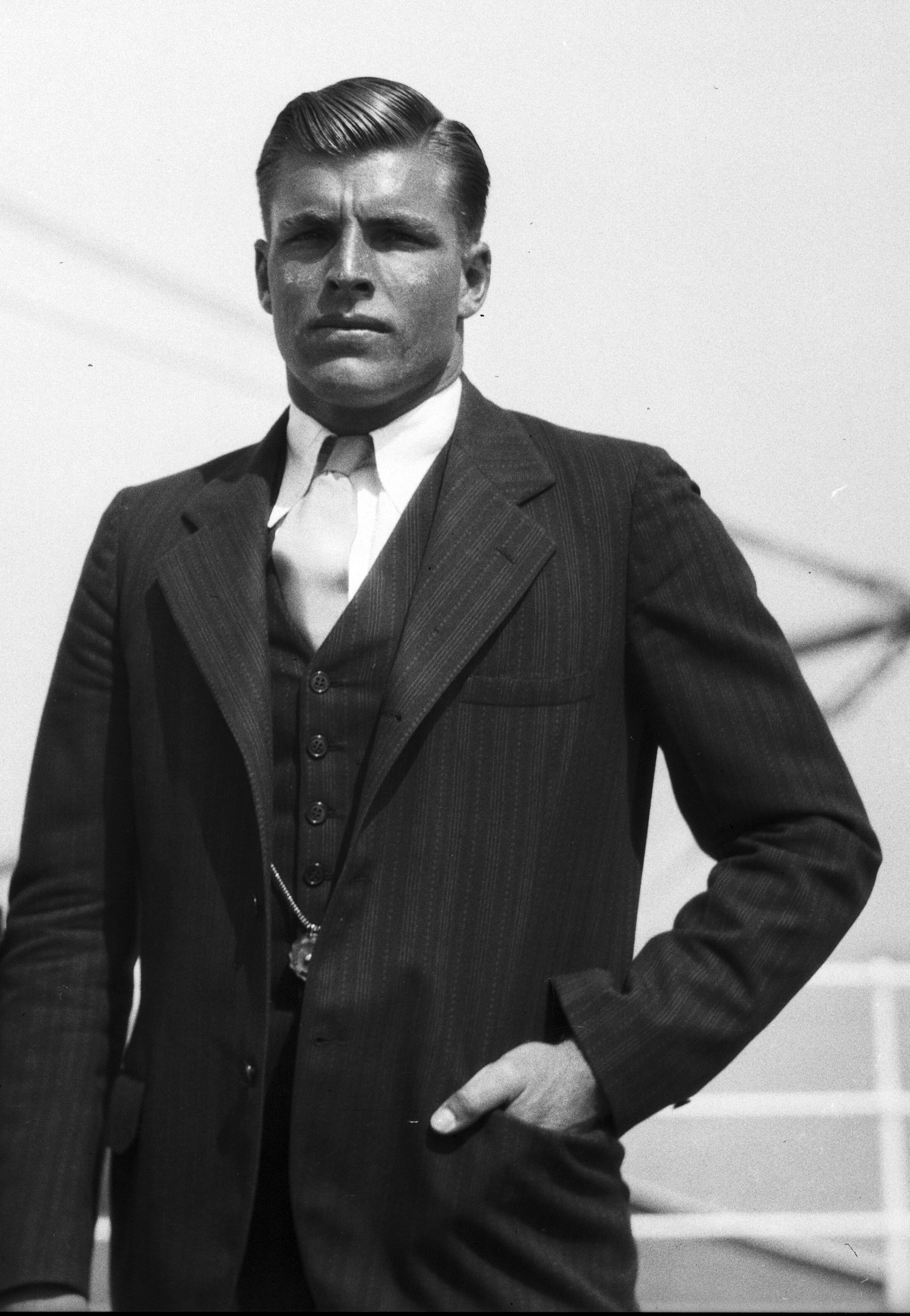
Buster Crabbe (1908–1983)

- Crabbe, Charles C. (1878–1969), US-amerikanischer Jurist und Politiker
- Crabbé, Chloé (* 2005), belgische Squashspielerin
- Crabbe, Colin (1942–2025), britischer Unternehmer, Automobilrennfahrer und Rennstallbesitzer
- Crabbe, Frans († 1553), flämischer Kupferstecher der Frührenaissance der Region
- Crabbe, George (1754–1832), britischer Dichter
- Crabbe, Megan Jayne (* 1994), englische Aktivistin für Body positivity, Autorin und Bloggerin
- Crabbe, Reginald Percy (1883–1964), britischer Mittelstreckenläufer und Bischof der Anglikanischen Kirche
- Crabbe, Samuel Azu (1918–2005), ghanaischer Chief Justice (1973–1977)
- Crabbie, Christopher (* 1946), britischer Diplomat
- Crabe, James (1931–1989), US-amerikanischer Kameramann
- Crabeels, Florent (1829–1896), belgischer Genre- und Landschaftsmaler sowie Radierer
- Crabeth, Dirck († 1574), niederländischer Glasmaler
- Crabeth, Wouter († 1589), niederländischer Glasmaler
- Crabeth, Wouter Pietersz. II. († 1644), holländischer Maler
- Crabo, Astrid (* 1971), schwedische Badmintonspielerin
- Crabtree, Arthur (1900–1975), britischer Filmregisseur und Kameramann
- Crabtree, Bryan (* 1974), US-amerikanischer Basketballspieler
- Crabtree, Cam (* 2003), englischer Dartspieler
- Crabtree, Eric W., US-amerikanischer Offizier, Generalmajor der US Air Force
- Crabtree, Gerald (* 1946), US-amerikanischer Zellbiologe
- Crabtree, Jane (* 1981), australische Badmintonspielerin
- Crabtree, Jimmy (1871–1908), englischer Fußballspieler
- Crabtree, Lotta (1847–1924), US-amerikanische Schauspielerin, Entertainerin, Komikerin und Philanthropin
- Crabtree, Michael (* 1987), US-amerikanischer American-Football-Spieler
- Crabtree, Richie (* 1934), US-amerikanischer Jazzmusiker
- Crabtree, Robert H. (* 1948), britisch-US-amerikanischer Chemiker
- Crabtree, Syd († 1934), britischer Motorradrennfahrer
- Crabtree, William (1610–1644), englischer Astronom
- Crabtree, William R. (1867–1920), US-amerikanischer Politiker

### Crac
- Craca, Marcello (* 1974), deutscher Tennisspieler
- Cracco Ruggini, Lellia (1931–2021), italienische Historikerin
- Cracco, Giorgio (* 1934), italienischer Mediävist
- Crace, Jim (* 1946), britischer Schriftsteller
- Crace, John Dibblee (1838–1919), britischer Innenarchitekt
- Crăciun, Adriana (* 1989), rumänische Handballspielerin
- Craciún, Estefanía (* 1987), uruguayische Tennisspielerin
- Crăciun, Florin (* 1989), rumänischer Bobsportler
- Crăciun, Georgia (* 1999), rumänische Tennisspielerin
- Crăciun, Ion (* 1931), rumänischer Politiker (PCR)
- Crăciun, Niculae-Cornel (* 1925), rumänischer Skisportler
- Crăciun, Simona (* 1983), rumänische Biathletin
- Crăciunescu, Florența (1955–2008), rumänische Leichtathletin
- Crăciunescu, Ion (* 1950), rumänischer Fußballschiedsrichter und -spieler
- Crack Ignaz, österreichischer MusikerCrack Ignaz

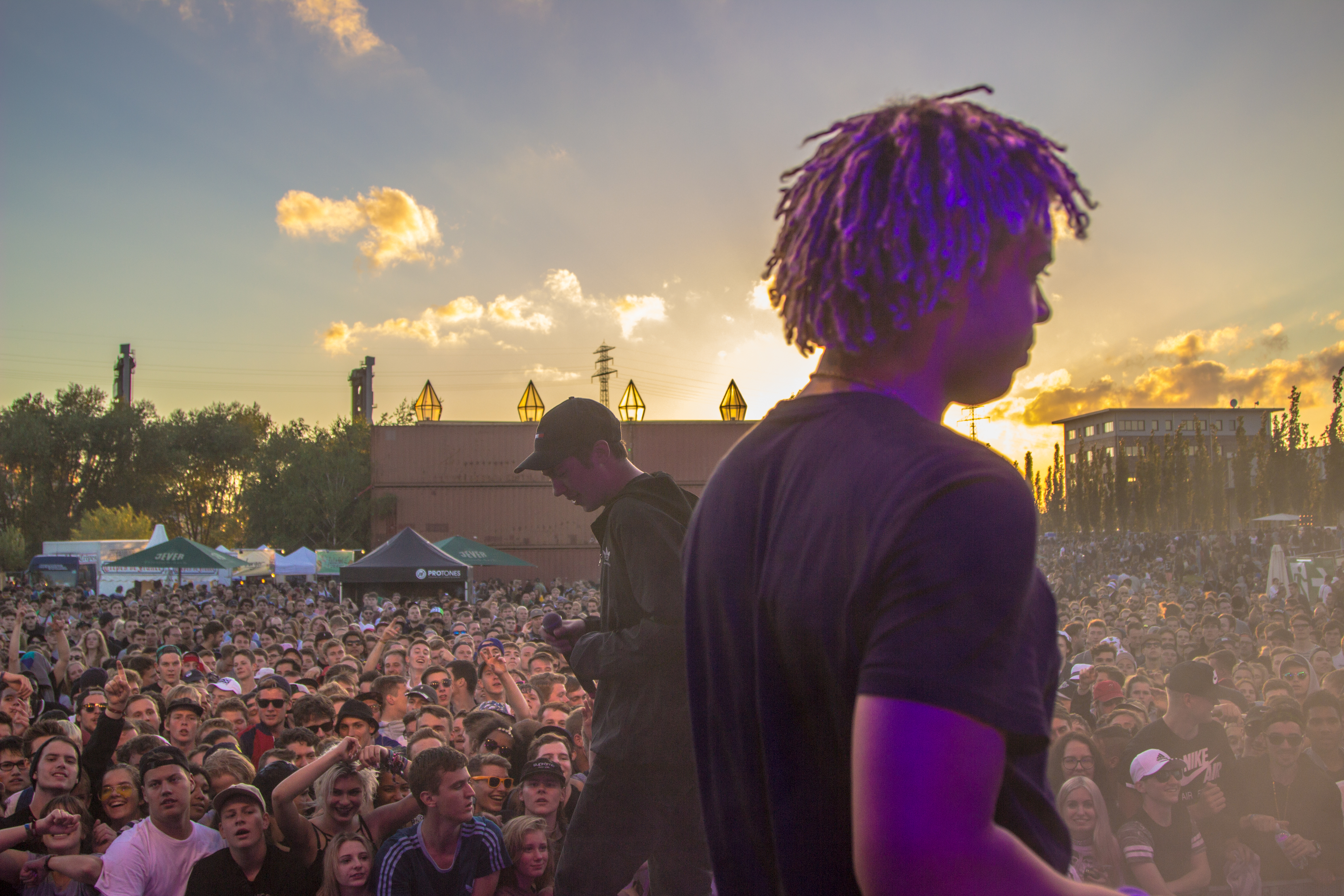
Crack Ignaz

- Crack, Carl (1971–2001), deutscher Digital Hardcore-Musiker
- Crackles, Fiona (* 2000), britische Hockeyspielerin
- Cracknell, Adam (* 1985), kanadischer Eishockeyspieler
- Cracknell, James (* 1972), britischer Ruderer
- Cracknell, Sarah (* 1967), englische Popsängerin
- Cracow, Georg (1525–1575), deutscher Jurist und Staatsmann
- Cracraft, Joel (* 1942), US-amerikanischer Ornithologe und Paläontologe

### Crad
- Crada (* 1982), deutscher Hip-Hop- und Pop-Produzent
- Craddock, Bantz J. (* 1949), US-amerikanischer General
- Craddock, Billy (* 1939), US-amerikanischer Rockabilly-, Rock’n’Roll- und Country-Musiker
- Craddock, Ida (1857–1902), amerikanische Autorin und Vorkämpferin der sexuellen Revolution
- Craddock, Jody (* 1975), englischer Fußballspieler
- Craddock, John Campbell (1930–2006), US-amerikanischer Geologe und Polarforscher
- Craddock, John D. (1881–1942), US-amerikanischer Politiker
- Craddock, Lawson (* 1992), US-amerikanischer Radrennfahrer
- Craddock, Omar (* 1991), US-amerikanischer Dreispringer
- Craddock, Richard (1910–1977), britischer Generalleutnant
- Cradlebaugh, John (1819–1872), US-amerikanischer Politiker
- Cradock, Christopher (1862–1914), britischer KonteradmiralChristopher Cradock (1862–1914)

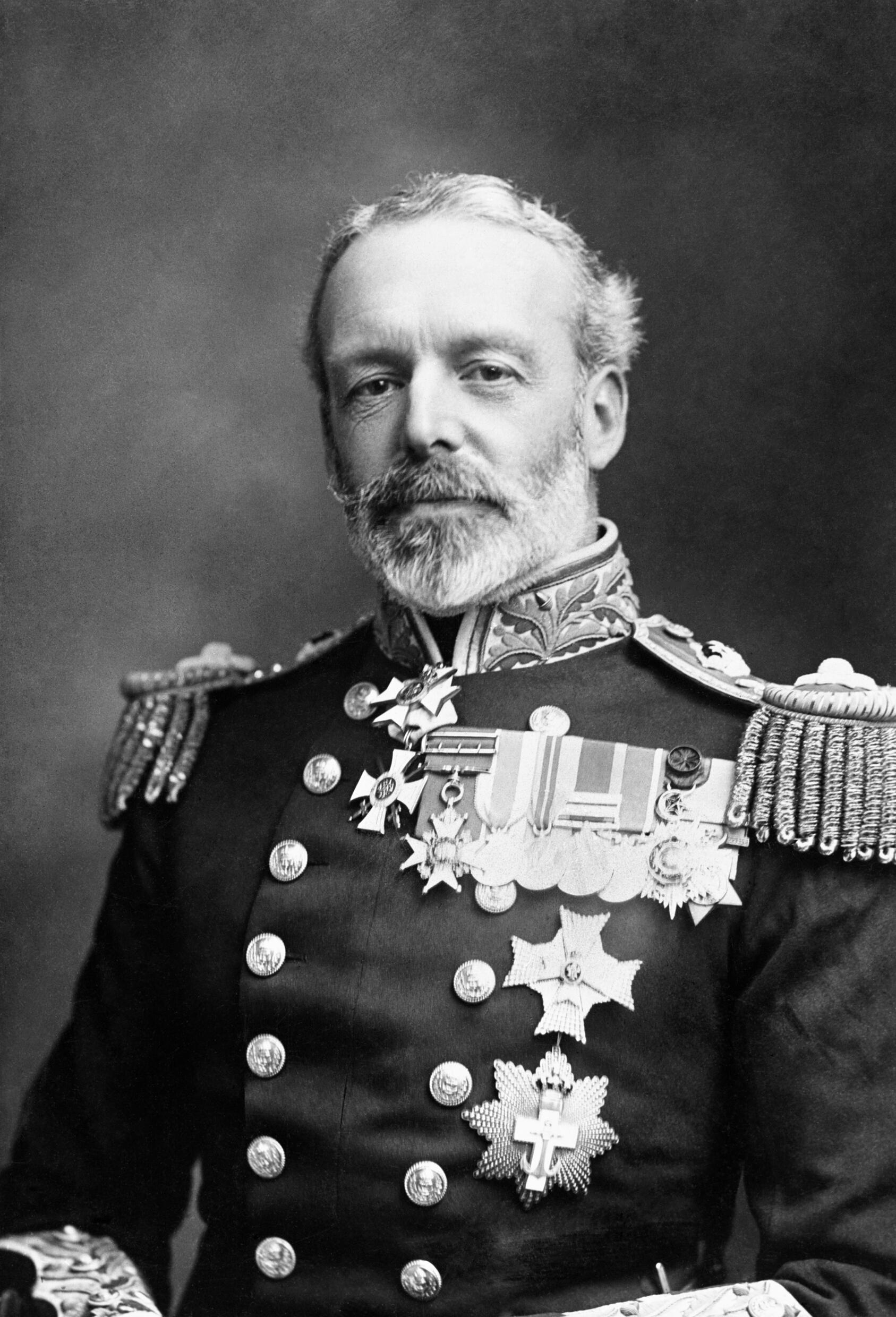
Christopher Cradock (1862–1914)

- Cradock, Fanny (1909–1994), englische Restaurantkritikerin, Autorin und TV-Köchin
- Cradock, H. C. (1863–1941), britische Schriftstellerin
- Cradock, Matthew († 1641), englischer Politiker und Geschäftsmann; Gouverneur der Massachusetts Bay Colony
- Cradock, Percy (1923–2010), britischer Diplomat

### Crae
- Craemer, Hermann (1894–1974), deutscher Bauingenieur und Hochschullehrer
- Craemer, Kurt (1912–1961), deutscher Maler, Designer und Illustrator
- Craemer, Peter (1865–1943), deutscher Postbeamter und Ministerialbeamter
- Craemer, Rudolf (1903–1941), deutscher Historiker
- Craemer, Ulrich (1919–2009), deutscher Architekt
- Craemer, Ulrich (* 1940), deutscher Journalist und Moderator
- Craen, Nicolaes († 1507), franko-flämischer Komponist und Sänger der Renaissance
- Craenhals, François (1926–2004), belgischer Comic-Zeichner
- Craesbeeck, Joos van, flämischer Maler
- Craeybeckx, Lode (1897–1976), flämischer sozialistischer Politiker
- Craeyvanger, Gerardus (1775–1855), niederländischer Musiker
- Craeyvanger, Gijsbertus (1810–1895), niederländischer Maler
- Craeyvanger, Reinier (1812–1880), niederländischer Maler und Musiker

### Craf
- Craffonara, Lois (* 1940), ladinischer Philologe und Historiker
- Crafford, Ian (* 1944), britischer Filmeditor
- Craffström, Gustav (1784–1854), zunächst kaiserlich russischer Offizier und trat dann in die Verwaltung des russischen Erziehungswesens in den Ostseegouvernements über
- Crafft, Johann (1618–1695), deutscher Theologe und Hochschullehrer
- Crafoord, Clarence (1899–1984), schwedischer Chirurg
- Crafoord, Greta (* 2000), schwedische Eiskunstläuferin
- Crafoord, Holger (1908–1982), schwedischer Industrieller
- Crafoord, John (* 2000), schwedischer Eiskunstläufer
- Craford, M. George (* 1938), US-amerikanischer Physiker und Ingenieur
- Craft († 1066), Bischof von Meißen
- Craft, Chris (1939–2021), englischer Automobilrennfahrer
- Craft, Christian (1871–1951), britischer Schiffsingenieur und Expeditionsteilnehmer
- Craft, Coy (* 1997), US-amerikanischer Fußballspieler
- Craft, Edward B. (1881–1929), US-amerikanischer Ingenieur
- Craft, Ida (1860–1947), US-amerikanische Suffragette
- Craft, John (* 1947), US-amerikanischer Dreispringer
- Craft, Kelly (* 1962), US-amerikanische Geschäftsfrau und Diplomatin
- Craft, Marcella (1874–1959), US-amerikanische Sopranistin
- Craft, Percy Robert (1856–1934), englischer Maler des Spätimpressionismus
- Craft, Robert (1923–2015), US-amerikanischer Dirigent und Musikwissenschaftler
- Craft, Shanice (* 1993), deutsche DiskuswerferinShanice Craft (* 1993)

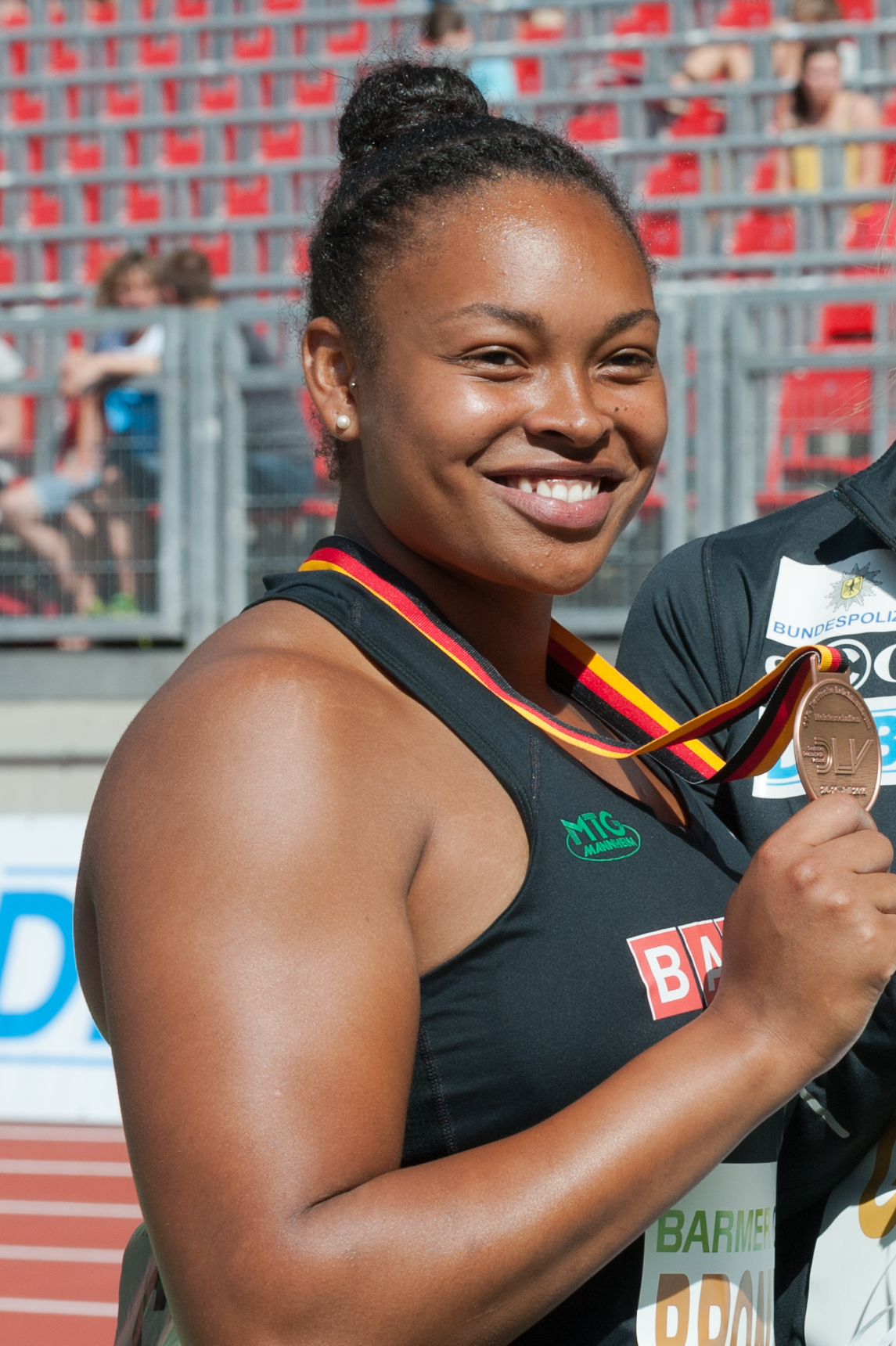
Shanice Craft (* 1993)

- Craft, Will, US-amerikanischer Volleyballspieler
- Crafter, Greg (* 1944), australischer Politiker, Abgeordneter und Minister
- Crafter, Michael (* 1981), australischer Rock- und Metalmusiker und Musikmanager
- Crafton, Harry, US-amerikanischer Rhythm-and-Blues-Sänger, Songwriter und Gitarrist
- Crafton, Matt (* 1976), US-amerikanischer NASCAR-Fahrer
- Crafts, James Mason (1839–1917), US-amerikanischer Chemiker
- Crafts, Samuel C. (1768–1853), US-amerikanischer Politiker

### Crag
- Cragg, Alistair Ian (* 1980), irischer Langstreckenläufer
- Cragg, Amy (* 1984), US-amerikanische Langstreckenläuferin
- Cragg, Kenneth (1913–2012), anglikanischer Kleriker, Bischof und Forscher
- Cragg, Tony (* 1949), englisch-deutscher bildender Künstler
- Craggs, Helen (1888–1969), englisch-britische Suffragette
- Cragin, Aaron H. (1821–1898), US-amerikanischer Politiker
- Cragius, Tilemann, deutscher lutherischer Theologe
- Cragno, Alessio (* 1994), italienischer Fußballtorhüter
- Crago, Barry, US-amerikanischer Politiker (Republikaner)
- Crago, Thomas S. (1866–1925), US-amerikanischer Politiker
- Cragon, Harvey (1929–2018), US-amerikanischer Computeringenieur bei Texas Instruments
- Cragun, Richard (1944–2012), US-amerikanischer Tänzer

### Crah
- Crahan, Shawn (* 1969), US-amerikanischer RockmusikerShawn Crahan (* 1969)

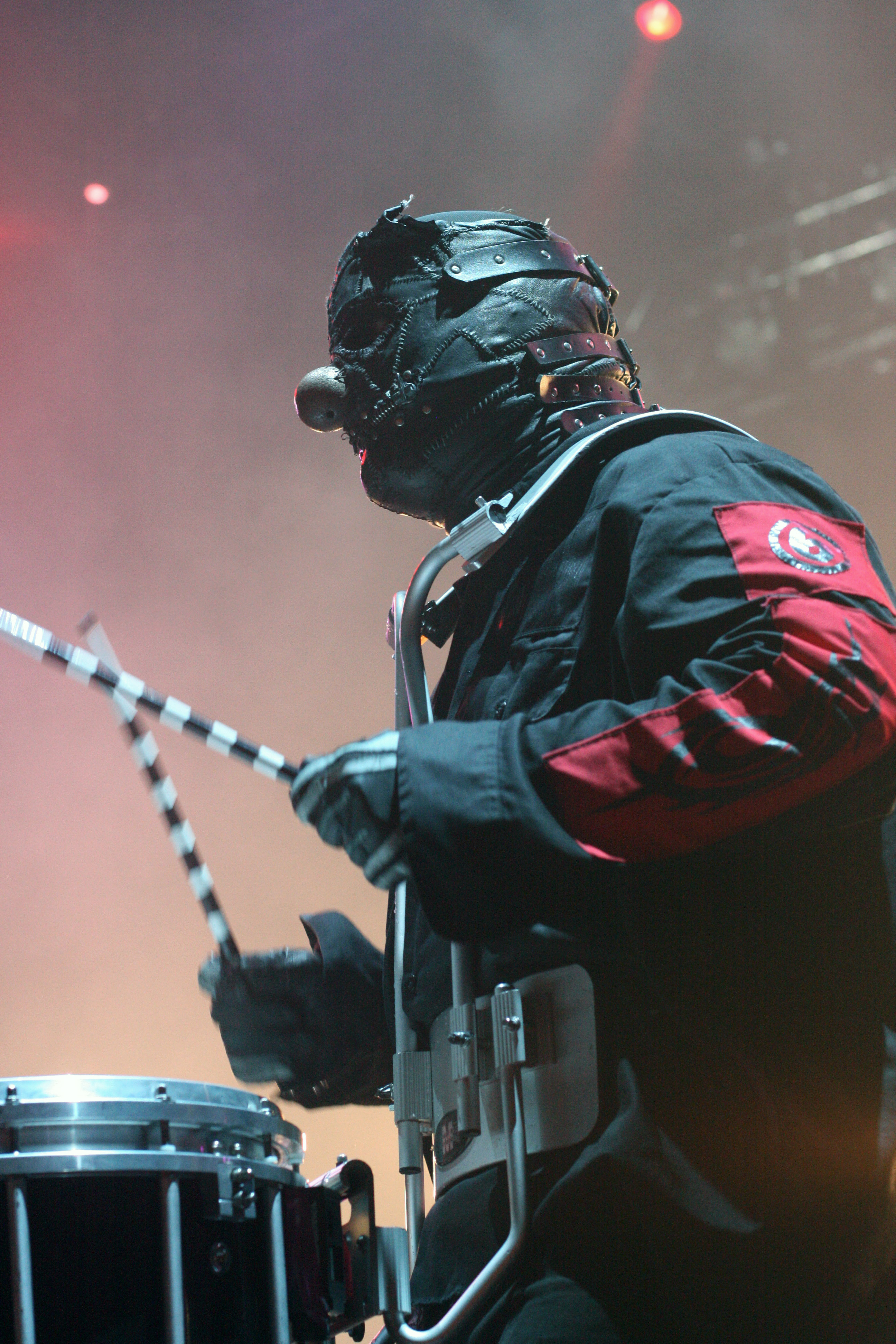
Shawn Crahan (* 1969)

- Crahay, Albert (1903–1991), belgischer Generalleutnant
- Crahay, Charles (* 1889), belgischer Florettfechter
- Crahay, Edmond (1883–1957), belgischer Fechter

### Crai
- Craig G, US-amerikanischer Rapper
- Craig McNellis, Laura (* 1957), US-amerikanische Outsider-Art-Künstlerin, Malerin
- Craig, Alec (1884–1945), schottischer Schauspieler
- Craig, Alexander Kerr (1828–1892), US-amerikanischer Politiker
- Craig, Amanda (* 1959), britische Schriftstellerin
- Craig, Angie (* 1972), US-amerikanische Politikerin der Demokratischen Partei
- Craig, Annie (1864–1948), englisch-britische Suffragette
- Craig, Bill (1945–2017), US-amerikanischer Schwimmer
- Craig, Brandan (* 2004), US-amerikanischer Fußballspieler
- Craig, Bryan (* 1991), US-amerikanischer Schauspieler
- Craig, Carl (* 1969), US-amerikanischer Techno-Produzent und -Musiker
- Craig, Carolyn (1934–1970), US-amerikanische Schauspielerin
- Craig, Charles (1877–1972), US-amerikanischer Schauspieler der Stummfilmzeit
- Craig, Charles (* 1942), US-amerikanischer Dreispringer
- Craig, Charmaine (* 1971), US-amerikanische Schauspielerin und Schriftstellerin
- Craig, Daniel (* 1968), britisch-US-amerikanischer SchauspielerDaniel Craig (* 1968)

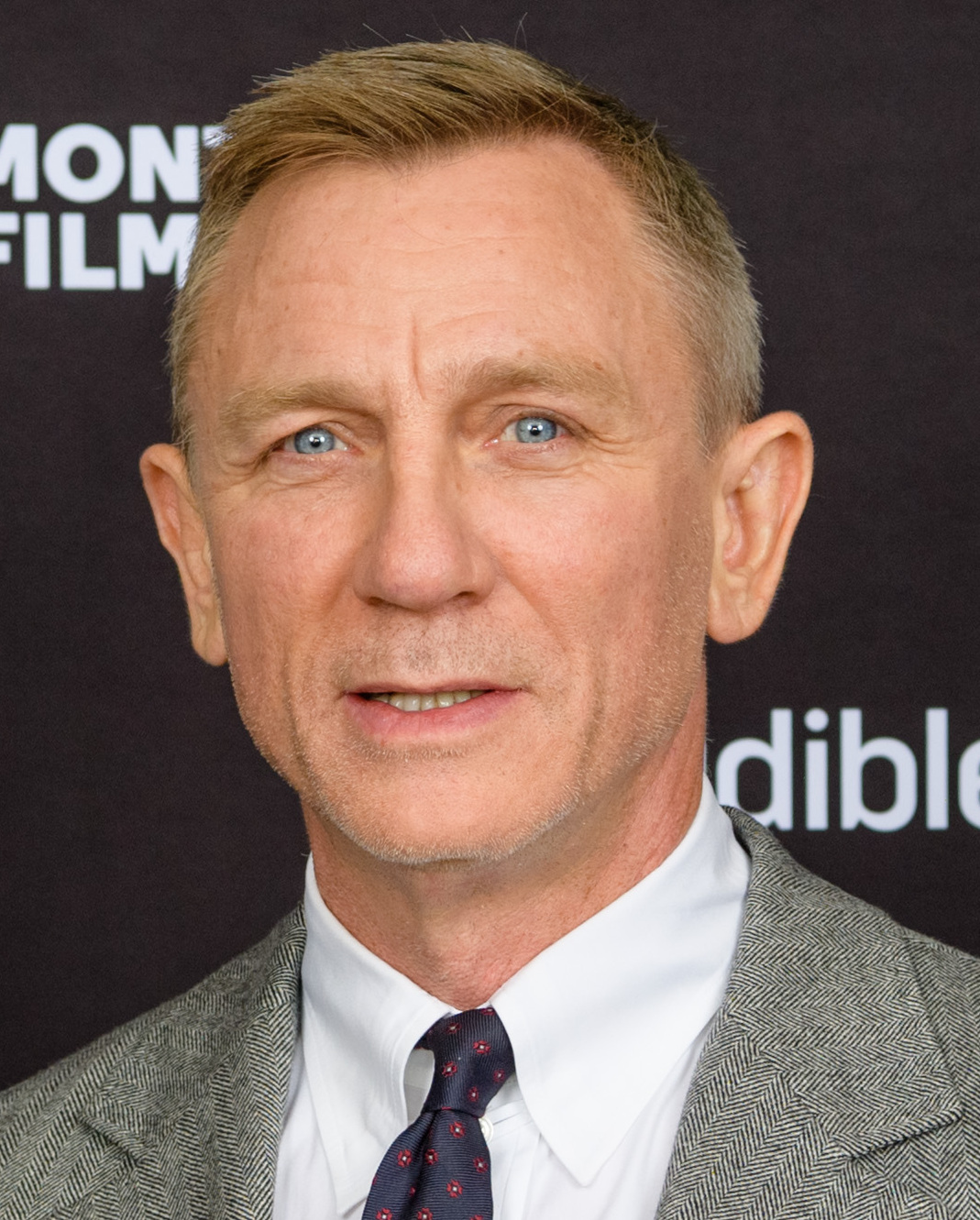
Daniel Craig (* 1968)

- Craig, David (* 1929), britischer Luftwaffenoffizier, Marschall der Royal Air Force, Mitglied im House of Lords
- Craig, Dean (* 1974), britischer Drehbuchautor
- Craig, Edith (1869–1947), englisch-britische Suffragette, Dramatikerin und Autorin
- Craig, Edward Gordon (1872–1966), britischer Schauspieler, Regisseur, Bühnenbildner, Grafiker und Autor
- Craig, Eli (* 1972), US-amerikanischer Filmregisseur, Filmproduzent, Drehbuchautor und Schauspieler
- Craig, Elijah (1743–1808), amerikanischer baptistischer Geistlicher
- Craig, Elizabeth (1883–1980), schottische Köchin und Journalistin
- Craig, Elizabeth (* 1957), kanadische Ruderin
- Craig, Emily (* 1992), britische Ruderin
- Craig, Francis (1900–1966), US-amerikanischer Pianist, Komponist und Bandleader
- Craig, George Henry (1845–1923), US-amerikanischer Jurist und Politiker
- Craig, George N. (1909–1992), US-amerikanischer Politiker
- Craig, Georgena (* 1942), britische Mittelstreckenläuferin
- Craig, Gordon A. (1913–2005), US-amerikanischer Historiker (Deutschland-Experte) und Schriftsteller
- Craig, Gordon Y. (1925–2014), schottischer Geologe
- Craig, Gregory B. (* 1945), US-amerikanischer Regierungsbeamter, Rechtsanwalt, Director of Policy Planning und Rechtsberater des Weißen Hauses
- Craig, H. A. L. (1921–1978), irischer Drehbuchautor, Journalist und Theaterkritiker
- Craig, Hannah (* 1999), irische Squashspielerin
- Craig, Hardin (1875–1968), US-amerikanischer Literaturwissenschaftler
- Craig, Harmon (1926–2003), US-amerikanischer Geochemiker
- Craig, Harrison (* 1994), australischer PopsängerHarrison Craig (* 1994)

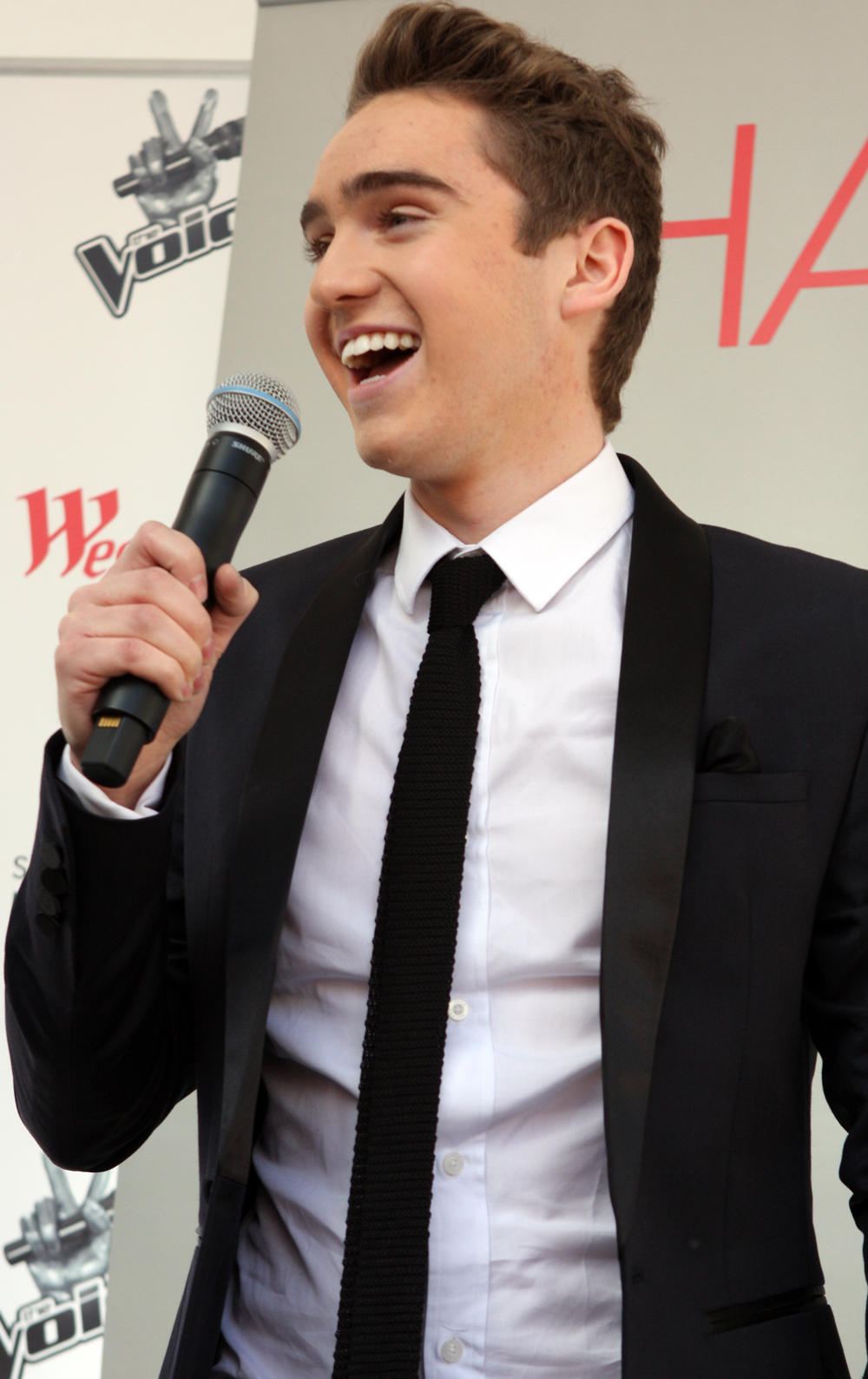
Harrison Craig (* 1994)

- Craig, Hector (1775–1842), US-amerikanischer Politiker
- Craig, Helen (1912–1986), US-amerikanische Schauspielerin
- Craig, James (1739–1795), schottischer Architekt und Stadtplaner
- Craig, James (1818–1888), US-amerikanischer Offizier und Politiker
- Craig, James (1912–1985), US-amerikanischer Schauspieler
- Craig, James Henry (1748–1812), britischer Offizier und Kolonialverwalter
- Craig, James, 1. Viscount Craigavon (1871–1940), erster nordirischer Premierminister
- Craig, Janric, 3. Viscount Craigavon (1944–2025), britischer Peer, Politiker und Wirtschaftsprüfer
- Craig, Jim (* 1943), schottischer Fußballspieler
- Craig, Jim (* 1957), US-amerikanischer Eishockeyspieler
- Craig, John (1663–1731), schottischer Mathematiker und Theologe
- Craig, Jonny (* 1986), kanadisch-US-amerikanischer SängerJonny Craig (* 1986)

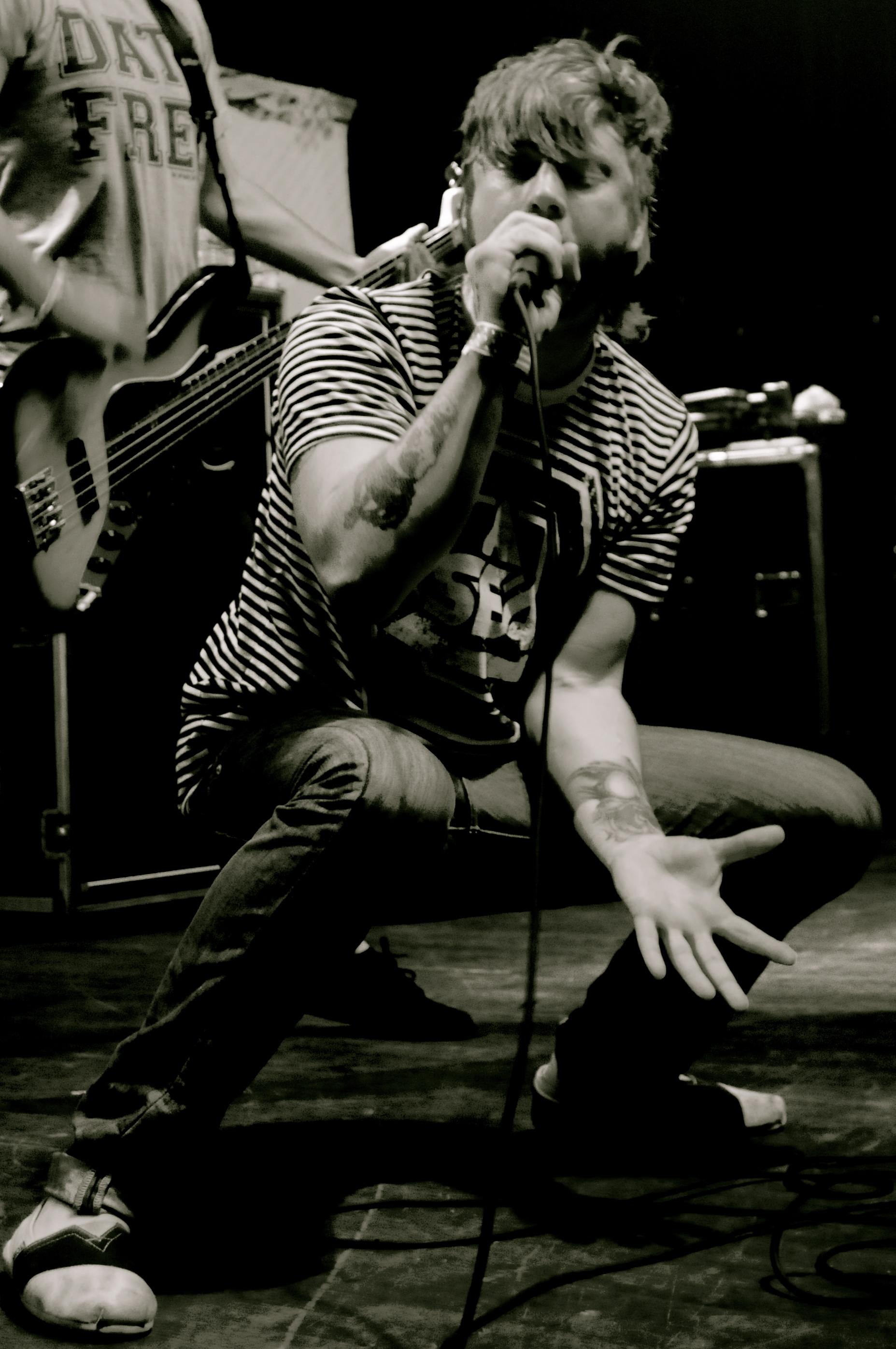
Jonny Craig (* 1986)

- Craig, Kami (* 1987), US-amerikanische Wasserballspielerin
- Craig, Larry (* 1945), US-amerikanischer Politiker
- Craig, Liam (* 1986), schottischer Fußballspieler
- Craig, Locke (1860–1925), Gouverneur von North Carolina
- Craig, Louis A. (1891–1984), US-amerikanischer Offizier, Generalmajor der US-Army
- Craig, Lyman C. (1906–1974), US-amerikanischer Chemiker
- Craig, Malin (1875–1945), US-amerikanischer General; Chief of Staff of the Army (1935–1939)
- Craig, Megan (* 1992), neuseeländische Squashspielerin
- Craig, Michael (* 1928), britischer Schauspieler
- Craig, Mike (* 1971), kanadischer Eishockeyspieler, -trainer und -scout
- Craig, Mikey (* 1960), britischer DJ und Bassist in der Band Culture Club
- Craig, Mira (* 1982), norwegisch-US-amerikanische Sängerin
- Craig, Nell (1891–1965), US-amerikanische Schauspielerin
- Craig, Nick (* 1990), neuseeländischer Eishockeyspieler
- Craig, Ninalee (1927–2018), amerikanisches Photomodell
- Craig, Peter (* 1969), US-amerikanischer Buch- und DrehbuchautorPeter Craig (* 1969)

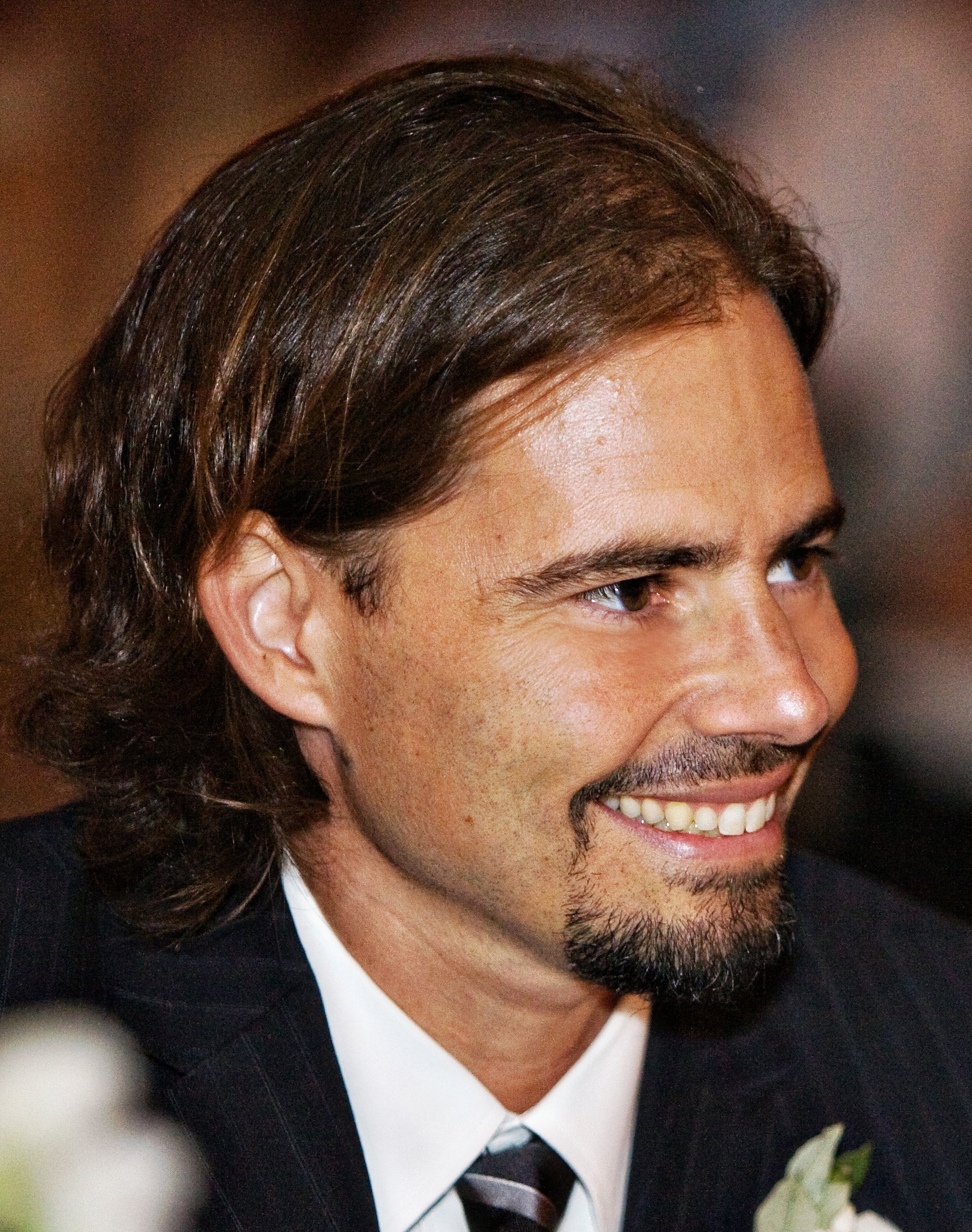
Peter Craig (* 1969)

- Craig, Peyton (* 2005), australischer Mittelstreckenläufer
- Craig, Ralph (1889–1972), US-amerikanischer Leichtathlet
- Craig, Robert (1792–1852), US-amerikanischer Politiker
- Craig, Roger (* 1960), US-amerikanischer American-Football-Spieler
- Craig, Ryan (* 1972), britischer Dramatiker
- Craig, Ryan (* 1982), kanadischer Eishockeyspieler und -trainer
- Craig, Samuel Alfred (1839–1920), US-amerikanischer Politiker
- Craig, Stephen (* 1960), irischer Künstler
- Craig, Stephen L., US-amerikanischer Chemiker
- Craig, Stuart (* 1942), britischer Szenenbildner und Oscarpreisträger
- Craig, Tom (* 1995), australischer Hockeyspieler
- Craig, Tony (* 1958), trinidadischer Schauspieler
- Craig, Torrey (* 1990), US-amerikanischer Basketballspieler
- Craig, Wallace (1876–1954), US-amerikanischer Experimentalpsychologe und Verhaltensforscher
- Craig, Wendy (* 1934), britische Schauspielerin
- Craig, William (1918–2016), amerikanischer Philosoph und Logiker
- Craig, William Benjamin (1877–1925), US-amerikanischer Rechtsanwalt und Politiker
- Craig, William Lane (* 1949), US-amerikanischer Theologe und PhilosophWilliam Lane Craig (* 1949)

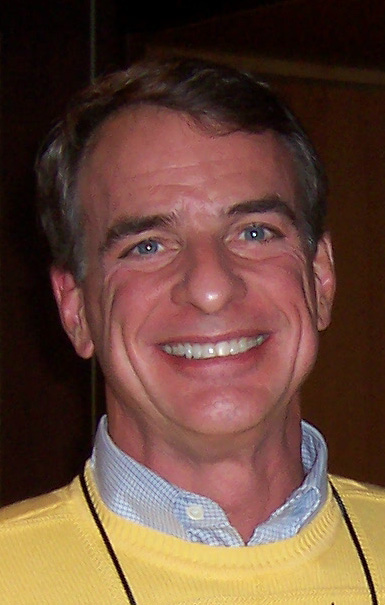
William Lane Craig (* 1949)

- Craig, William Marshall, englischer Zeichner, Maler und Kupferstecher
- Craig, Yvonne (1937–2015), US-amerikanische Schauspielerin
- Craig-Martin, Michael (* 1941), irisch-britischer Maler und Installationskünstler
- Craige, Francis Burton (1811–1875), US-amerikanischer Politiker
- Craige, John (1886–1954), US-amerikanischer Ringer
- Craigen, James (* 1991), englischer Fußballspieler
- Craigen, Jessie († 1899), britische Rednerin, Frauenwahlrechtsaktivistin
- Craighead, Shealah (* 1976), amerikanische Fotografin
- Craigher de Jachelutta, Jacob Nikolaus (1797–1855), österreichischer Dichter und Übersetzer
- Craighill, William Price (1833–1909), US-amerikanischer Offizier, Brigadegeneral der US-Army
- Craigie, Billy (1953–1998), politischer Aktivist der Aborigines
- Craigie, Cathie (* 1954), schottische Politikerin
- Craigie, Muriel (1889–1971), schottisch-britische Frauenrechtlerin, Hilfsorganisatorin und Bildungsreformerin
- Craigie, Sam (* 1993), englischer SnookerspielerSam Craigie (* 1993)

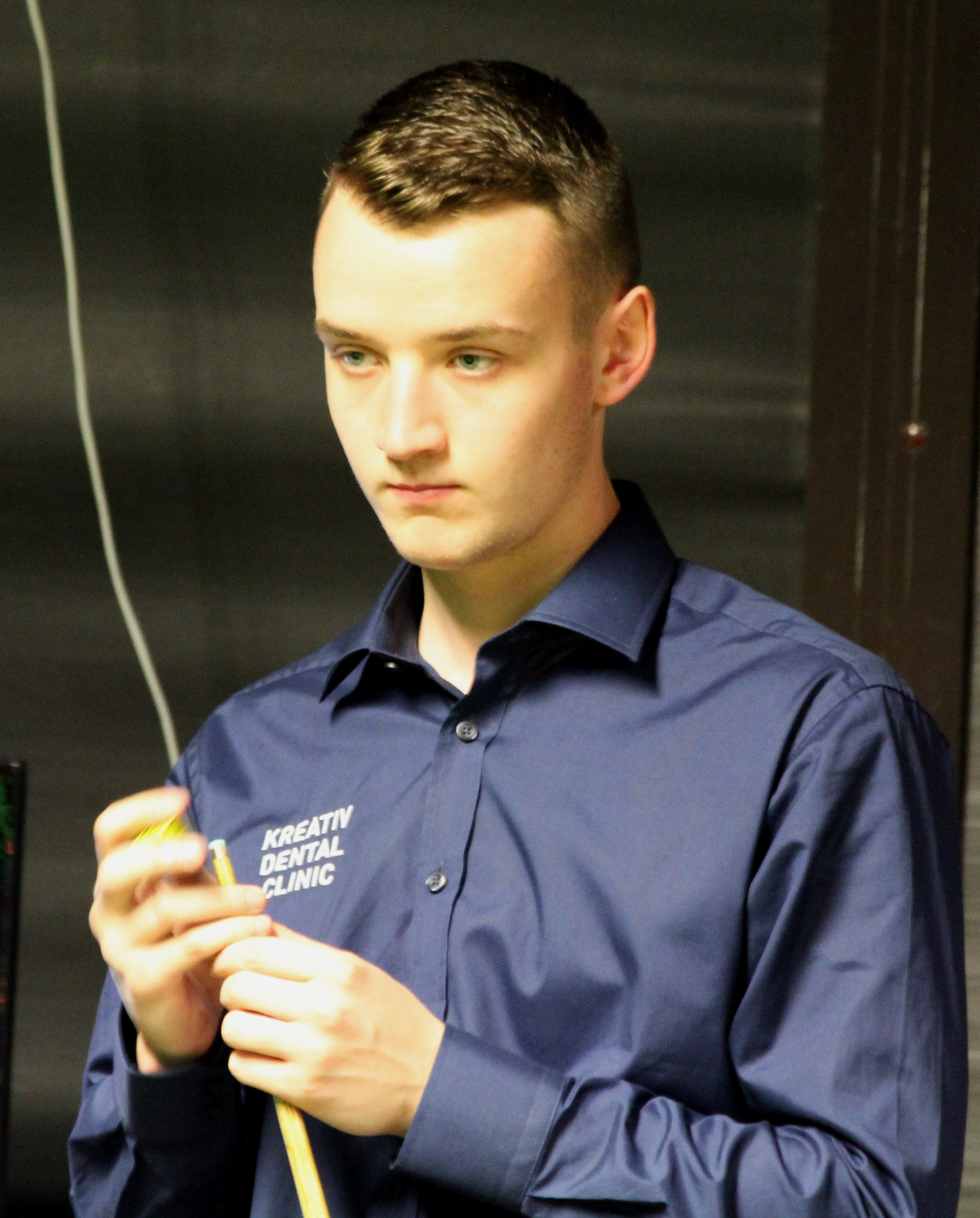
Sam Craigie (* 1993)

- Craigie, Stephen (* 1990), englischer Snookerspieler
- Craigie, William A. (1867–1957), schottischer Philologe und Lexikograph
- Craigslist Ripper, Serienmörder in den USA
- Craigwell, Dale (* 1971), kanadischer Eishockeyspieler
- Craik, David, australischer Chemiker (Peptid-Chemie) und Pharmakologe
- Craik, Dinah (1826–1887), englische Romanautorin und Dichterin
- Craik, Elizabeth (* 1939), britische Gräzistin
- Craik, Henry (1805–1866), schottischer Hebraist und freikirchlicher Prediger
- Craik, James (1730–1814), US-amerikanischer Arzt und Freund von George Washington
- Craik, William (* 1761), US-amerikanischer Politiker
- Crail, Joe (1877–1938), US-amerikanischer Politiker
- Crailsheim, Alexander (1806–1880), Politiker Freie Stadt Frankfurt
- Crailsheim, Carola von (1895–1982), deutsche Schriftstellerin und Übersetzerin
- Crailsheim, Eduard von (1865–1915), bayerischer Generalmajor
- Crailsheim, Friedrich Krafft von (1841–1926), bayerischer Politiker
- Crain, Jeanne (1925–2003), US-amerikanische SchauspielerinJeanne Crain (1925–2003)

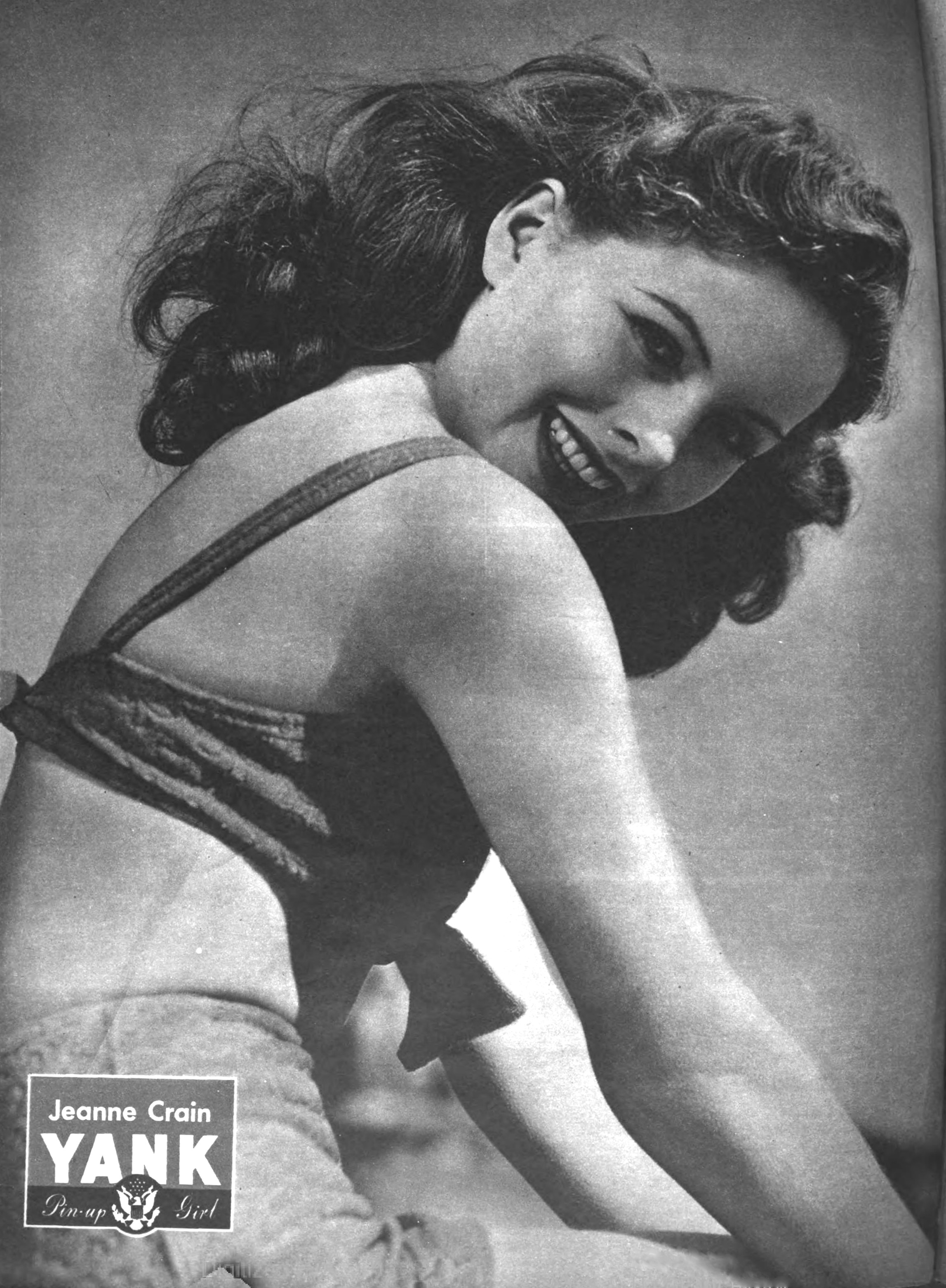
Jeanne Crain (1925–2003)

- Crain, Lucie († 1902), deutsche Unternehmerin, Frauenrechtlerin und Gründerin der Crainschen Anstalten
- Crain, Pam († 2013), indische Jazzsängerin
- Crain, William H. (1848–1896), US-amerikanischer Politiker
- Craine, Kailani (* 1998), australische Eiskunstläuferin
- Craioveanu, Gheorghe (* 1968), rumänischer Fußballspieler
- Crais, Robert (* 1953), US-amerikanischer Kriminalschriftsteller
- Craita Ten’o, Nicoleta (* 1983), deutsch-rumänische Schriftstellerin

### Craj
- Crajé, Marit (* 2001), niederländische Handballspielerin

### Crak
- Crake, Paul (* 1976), australischer Berg- und Treppenläufer und Radrennfahrer

### Cral
- Craley, Nathaniel N. (1927–2006), US-amerikanischer Politiker
- Crali, Tullio (1910–2000), italienischer Maler des Futurismus
- Craloh († 958), Abt des Klosters St. Gallen

### Cram
- Cram, Donald J. (1919–2001), amerikanischer Chemiker, Nobelpreisträger für Chemie
- Cram, Hans-Robert (* 1960), deutscher Verleger
- Cram, Herbert (1890–1967), deutscher Verleger
- Cram, Kurt-Georg (1920–2012), deutscher Verleger
- Cram, Michael (* 1968), kanadischer Schauspieler und Singer-Songwriter
- Cram, Mildred (1889–1985), US-amerikanische Drehbuchautorin und Schriftstellerin
- Cram, Paul (1952–2018), kanadischer Jazzmusiker
- Cram, Steve (* 1960), englischer Leichtathlet
- Crama, Nico (* 1935), niederländischer Filmproduzent
- Cramarossa, Joseph (* 1992), kanadischer EishockeyspielerJoseph Cramarossa (* 1992)

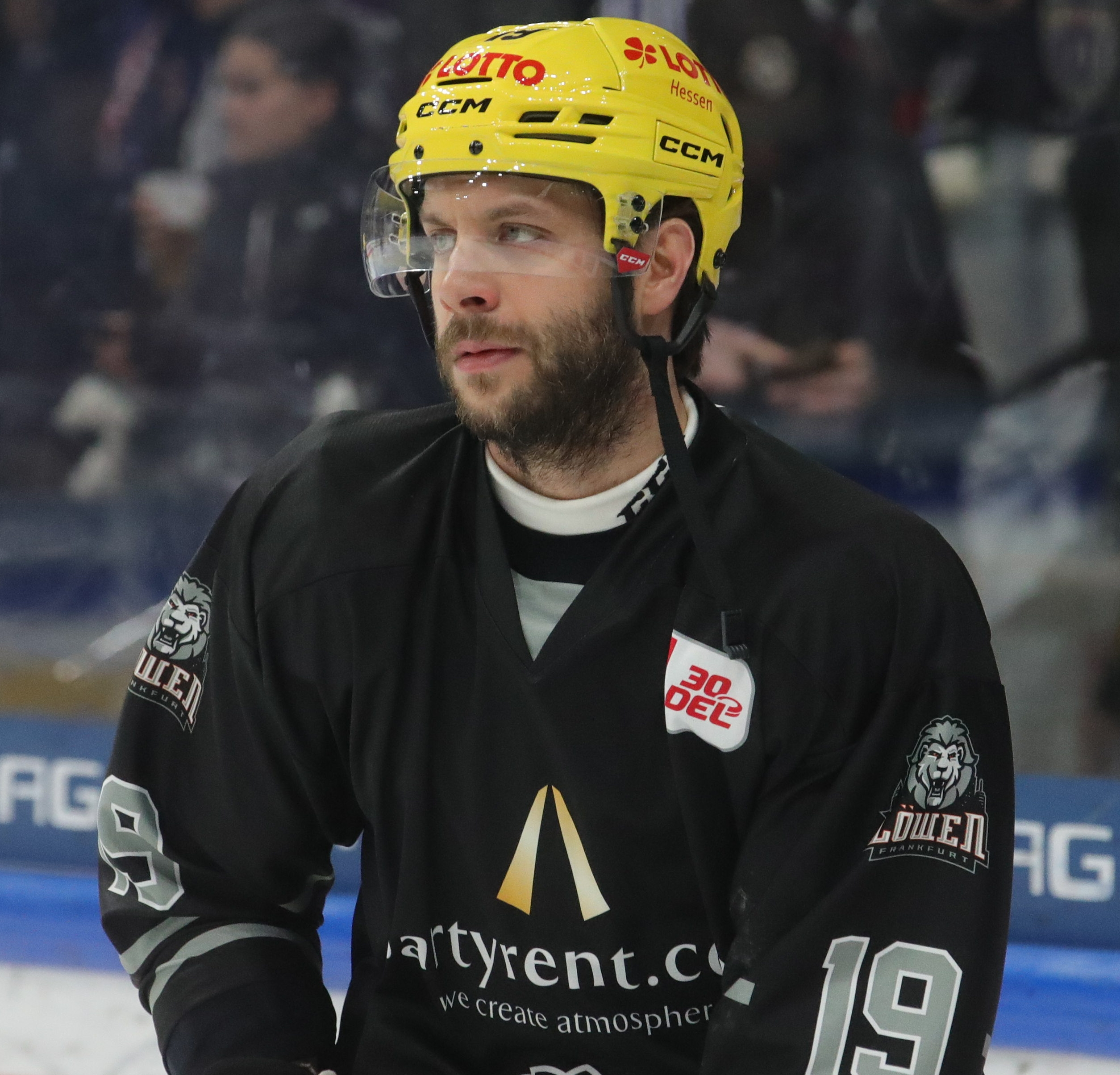
Joseph Cramarossa (* 1992)

- Cramarossa, Vito (* 1966), kanadischer Eishockeyspieler
- Cramaud, Simon de († 1423), Jurist, Diplomat, Kirchenpolitiker und Kardinal
- Cramer von Clausbruch, Heinrich (1515–1599), Großkaufmann und Unternehmer
- Cramer von Clausbruch, Henning (1584–1646), deutscher Handelsherr, Diplomat und Bürgermeister von Goslar
- Cramer von Clausbruch, Rudolf (1864–1916), deutscher Offizier
- Cramer von Clausbruch, Wolfram (* 1962), deutscher Musiker und Multiinstrumentalist
- Cramer von Clauspruch, Peter Josef (1752–1820), Offizial in Köln
- Cramer von Laue, Constantin (1906–1991), deutscher Verwaltungsjurist und Ministerialbeamter
- Cramer, Ada (1874–1962), deutsche Ehefrau des Farmers und Kolonialisten Ludwig Cramer, Autorin
- Cramer, Adalbert (* 1951), österreichischer Politiker (FPÖ)
- Cramer, Adolf Bernhard (1706–1734), russlanddeutscher Historiker
- Cramer, Albert (1918–2008), deutscher Mediziner
- Cramer, Albert (1943–2012), deutscher Unternehmer, Inhaber der Warsteiner Brauerei
- Cramer, Aleisha (* 1982), US-amerikanische Fußballspielerin
- Cramer, Alfred (1863–1915), preußischer Oberstleutnant und Militärschriftsteller
- Cramer, Alfred (1872–1938), deutscher Architekt
- Cramer, Alphons von (1834–1884), österreichischer Genre- und Porträtmaler der Düsseldorfer Schule
- Cramer, Amalie (* 1859), deutsche Theaterschauspielerin
- Cramer, Andreas († 1679), deutscher Politiker und schleswig-holsteinisch-gottorfischer Staatsmann
- Cramer, Andreas (1809–1885), deutscher Lehrer und Politiker
- Cramer, Andreas Wilhelm (1760–1833), deutscher Rechtslehrer und Bibliothekar
- Cramer, Arnold (1941–2010), deutscher Fußballspieler
- Cramer, August (1860–1912), deutscher Psychiater
- Cramer, Balthasar (1851–1923), deutscher Politiker (SPD), MdR
- Cramer, Ben (* 1947), niederländischer Schlagersänger und Musicaldarsteller
- Cramer, Bernhard (1930–2011), deutscher Ingenieur und Hochschullehrer
- Cramer, Bernhard (* 1965), deutscher Geologe
- Cramer, Bettina (* 1969), deutsche Journalistin, Fernsehmoderatorin, Kommunikations-Trainerin & Autorin
- Cramer, Carl (1804–1870), Jurist und Mitglied der Landstände des Herzogtums Nassau
- Crämer, Carl (1818–1902), deutscher Politiker (DFP), MdR
- Cramer, Carl Christoph (1750–1827), Steuereinnehmer, Consulent, Inhaber der Konzession für den Kaffeehandel in Schlesien und königlicher Hofrat in Glogau
- Cramer, Carl Eduard (1817–1886), deutscher Publizist in Leipzig, MdL
- Cramer, Carl Eduard (1831–1901), Schweizer Botaniker
- Cramer, Carl Friedrich (1752–1807), Theologe, Buchhändler und Musikschriftsteller
- Cramer, Carl Gottlob (1758–1817), deutscher Schriftsteller und Forstrat
- Cramer, Carsten (* 1968), deutscher Unternehmer und FußballfunktionärCarsten Cramer (* 1968)

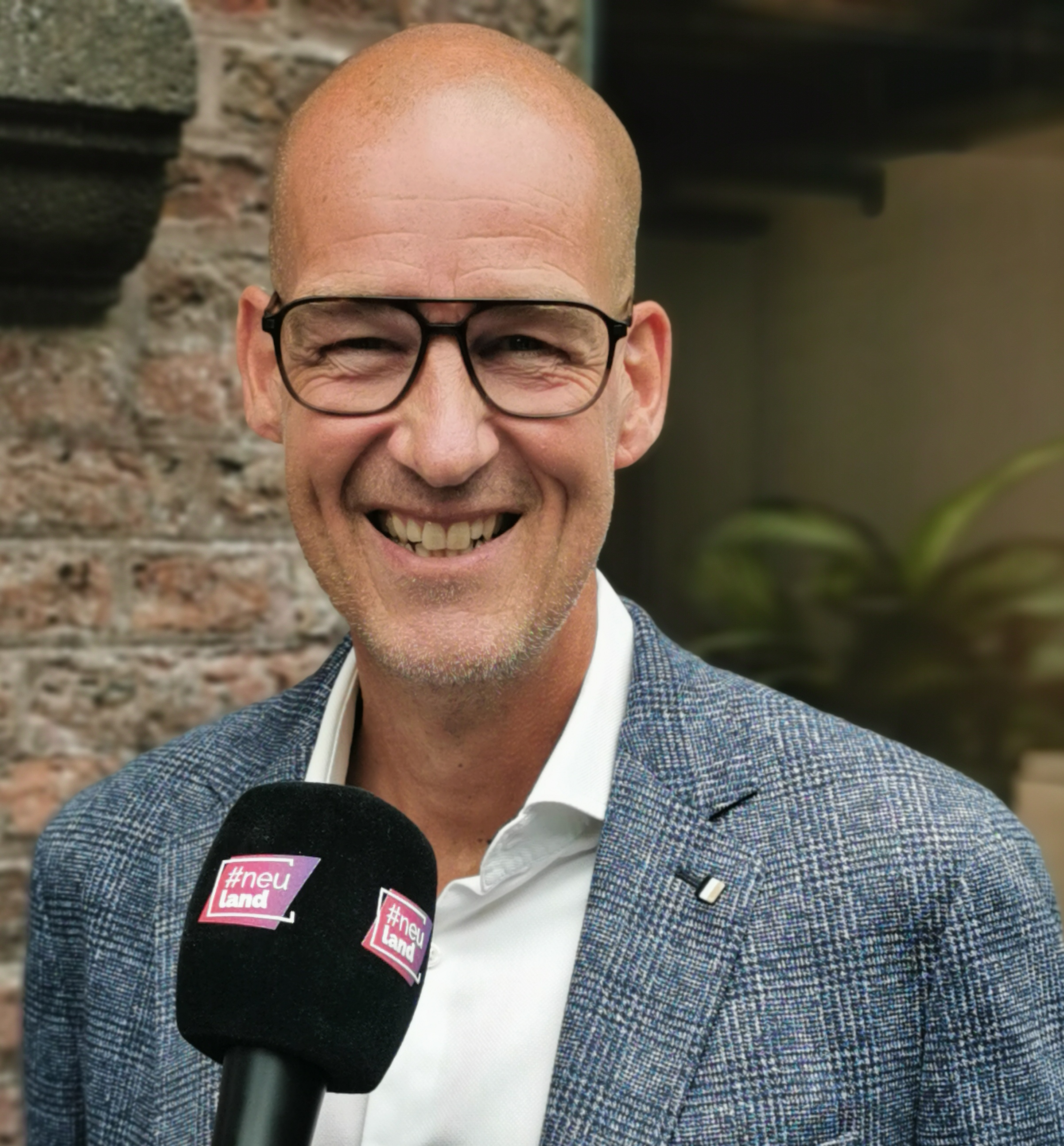
Carsten Cramer (* 1968)

- Cramer, Catharina (* 1978), deutsche Unternehmerin
- Cramer, Christian (* 1893), deutscher Landrat
- Cramer, Christian (* 1962), österreichischer Politiker (FPÖ), Abgeordneter zum Landtag Steiermark
- Cramer, Colin (* 1979), deutscher Erziehungswissenschaftler und Professionsforscher
- Cramer, Conradin (* 1979), Schweizer Jurist und Politiker
- Cramer, Daffi, deutsche Schlagersängerin
- Cramer, Daniel (1568–1637), deutscher lutherischer Theologe, Chronist und Autor
- Cramer, Daniel Gustav (* 1975), deutscher Konzeptkünstler
- Cramer, Dettmar (1925–2015), deutscher FußballtrainerDettmar Cramer (1925–2015)

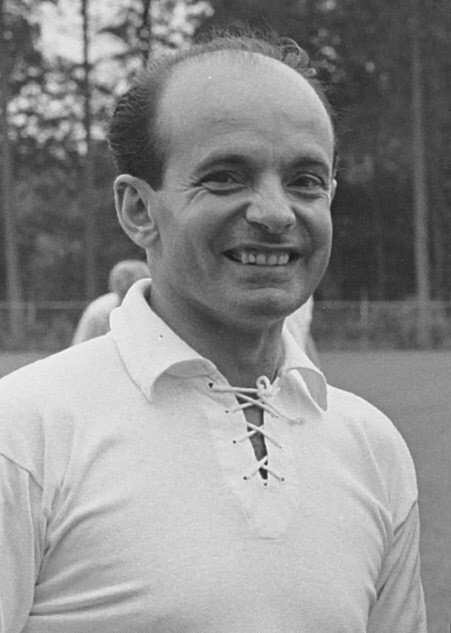
Dettmar Cramer (1925–2015)

- Cramer, Dettmar (1929–2023), deutscher Journalist; Intendant des DLF (1992–1993)
- Cramer, Doris, deutsche Schriftstellerin
- Cramer, Duncan (1901–1980), US-amerikanischer Filmarchitekt
- Cramer, Erhard (* 1967), deutscher Mathematiker Hochschullehrer
- Cramer, Erich (1904–1977), deutscher Verleger
- Cramer, Ernst (1898–1980), Schweizer Gärtner und Landschaftsarchitekt
- Cramer, Ernst (1913–2010), deutscher Publizist, Vorstand der Axel-Springer-Stiftung
- Cramer, Ernst Ludwig (1895–1957), deutscher Schriftsteller, Farmer in Deutsch-Südwestafrika
- Cramer, Felix (* 1974), deutscher Kameramann
- Cramer, Florence Ballin (1883–1962), amerikanische Malerin und Druckgrafikerin
- Cramer, Floyd (1933–1997), US-amerikanischer Pianist und Komponist, Country-Musiker
- Cramer, Franz (1772–1848), deutsch-englischer Geiger und Dirigent, Kapellmeister der königlichen Musikkapelle
- Cramer, Franz (1860–1923), deutscher Klassischer Philologe und Gymnasiallehrer
- Cramer, Franz Anton (1776–1829), Hofapotheker in Paderborn
- Cramer, Franz Wilhelm (1815–1903), deutscher Geistlicher, Weihbischof im Bistum Münster (1884–1903)
- Cramer, Friedrich (1847–1903), deutscher Chirurg
- Cramer, Friedrich (1923–2003), deutscher Chemiker und Genforscher
- Crämer, Friedrich August (1812–1891), deutsch-amerikanischer Theologe und Pfarrer
- Cramer, Gabriel (1704–1752), Schweizer Mathematiker
- Cramer, Georg (1610–1676), sächsischer Pädagoge
- Cramer, Gerald (1960–2025), deutscher Fußballspieler
- Cramer, Hans (1896–1968), deutscher General der Panzertruppe im Zweiten WeltkriegHans Cramer (1896–1968)

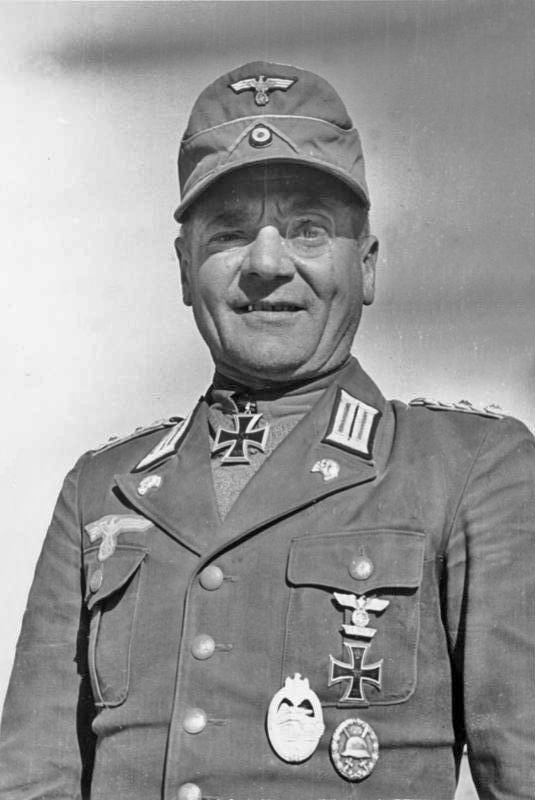
Hans Cramer (1896–1968)

- Cramer, Hans (1904–1945), deutscher SA-Führer, Bürgermeister und Nationalsozialist
- Cramer, Hans-Jürgen (* 1951), deutscher Manager; Vorstandssprecher von Vattenfall Europe
- Cramér, Harald (1893–1985), schwedischer Mathematiker und Statistiker
- Cramer, Heiko (* 1971), deutscher Fußballspieler
- Cramer, Heinrich (1812–1871), Schweizer Fleischer und Volksdichter
- Cramer, Heinrich (1831–1893), deutscher Psychiater
- Cramer, Heinrich (1866–1927), deutscher Forstwissenschaftler, bayerischer Forstbeamter, Regierungsdirektor und Aktivist des Pfälzerwald-Vereines
- Crämer, Heinrich (1883–1960), deutscher Politiker (SPD)
- Cramer, Heinz (1911–2003), deutscher Offizier und Flugzeugführer (Wehrmacht, Bundeswehr)
- Cramer, Heinz (1920–2008), deutscher Jazz- und Studiomusiker
- Cramer, Heinz von (1924–2009), deutscher Autor und Hörspielregisseur
- Cramer, Helene (1844–1916), deutsche Blumen- und Landschaftsmalerin
- Cramer, Helge, deutscher Journalist und Dokumentarfilmer
- Cramer, Henricus Lüppo (1871–1943), deutscher Chemiker und Pionier der Photographie
- Cramer, Jacob (1833–1895), niederländischer reformierter Theologe und Kirchenhistoriker
- Cramer, Jacqueline (* 1951), niederländische Umweltwissenschaftlerin und -politikerin
- Crämer, Jana (* 1982), Autorin, Bloggerin, TikTokerin, Podcasterin und YouTuberin
- Cramer, Jennifer (* 1993), deutsche Fußballspielerin
- Cramer, Jim (* 1955), US-amerikanischer Unternehmer, Journalist, Autor und ModeratorJim Cramer (* 1955)

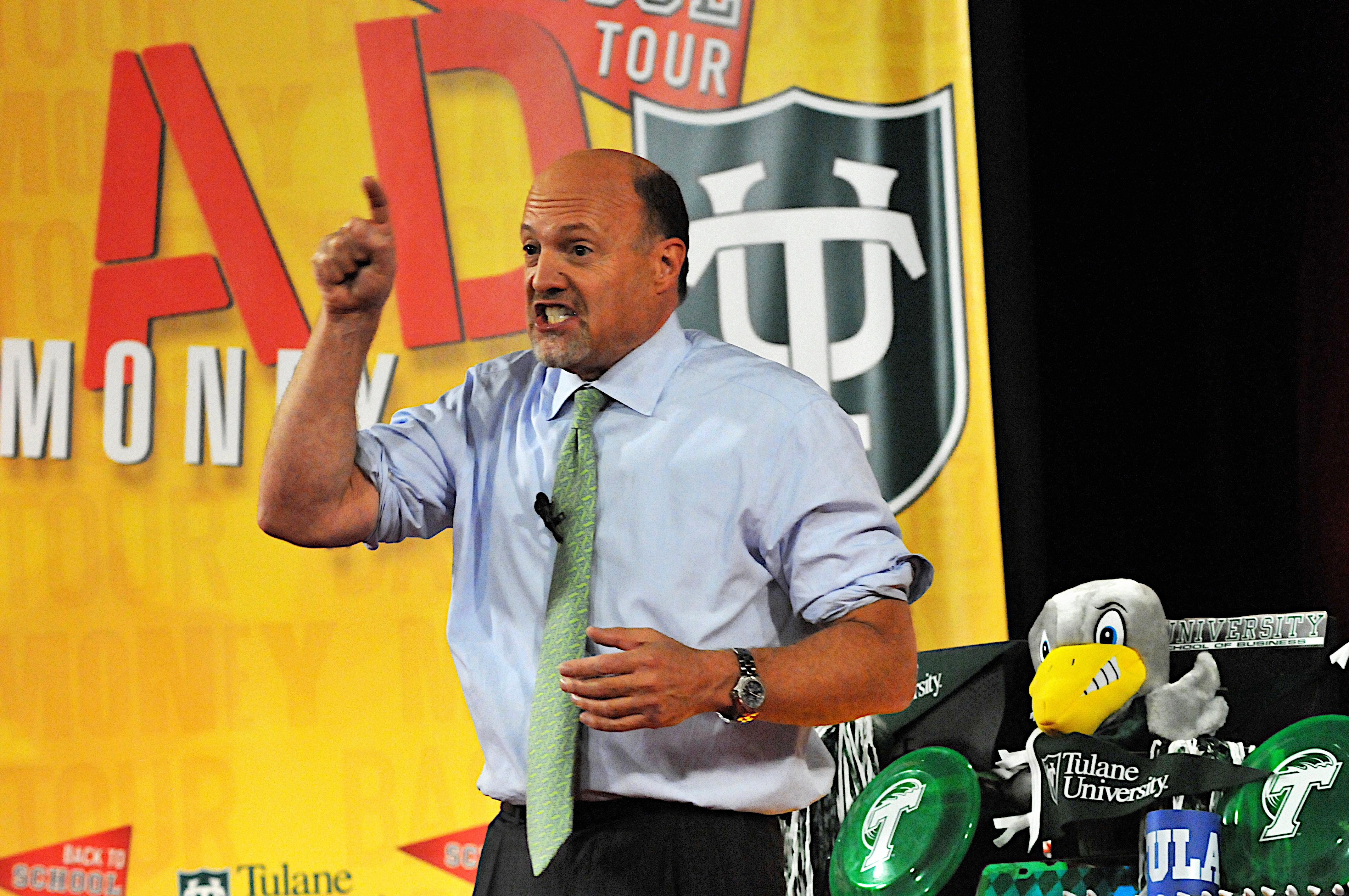
Jim Cramer (* 1955)

- Cramer, Joey (* 1973), kanadisch-amerikanischer ehemaliger Kinderdarsteller
- Cramer, Johann (1905–1987), deutscher Politiker (SPD), MdB
- Cramer, Johann Andreas (1710–1777), deutscher Metallurg
- Cramer, Johann Andreas (1723–1788), deutscher Schriftsteller und Theologe
- Cramer, Johann Baptist (1771–1858), englischer Pianist und Komponist deutscher Abstammung
- Cramer, Johann Carl (1825–1850), baptistischer Pionier in Ostfriesland
- Cramer, Johann Jacob (1705–1770), deutscher Musiker
- Cramer, Johann Ulrich von (1706–1772), deutscher Jurist und Philosoph
- Cramer, Johannes (* 1950), deutscher Architekt, Bauhistoriker, Bauforscher und Fachbuchautor
- Cramer, John (1779–1870), US-amerikanischer Jurist und Politiker
- Cramer, John Anthony (1793–1848), britischer Altertumswissenschaftler
- Cramer, Julius (1830–1906), deutscher Jurist und Präsident des Landgerichts Wiesbaden
- Cramer, Karl (1807–1860), deutscher Schriftsteller und Redakteur
- Cramer, Karl (1862–1937), deutscher Orthopäde
- Cramer, Karl-Josef (* 1941), deutscher Schauspieler
- Cramer, Kenneth F. (1894–1954), US-amerikanischer Offizier, Generalmajor der US-Army
- Cramer, Kevin (* 1961), US-amerikanischer Politiker (Republikanische Partei)
- Cramer, Konrad (1888–1963), deutsch-amerikanischer Maler
- Cramer, Konrad (1933–2013), deutscher Philosoph und Hochschullehrer
- Cramer, Lawrence William (1897–1978), US-amerikanischer Hochschullehrer und Politiker
- Cramer, Lea-Sophie (* 1987), deutsche Unternehmerin
- Cramer, Louise Ernestine (1757–1831), Pflegekind des Stifters der Hofrat Simon Heinrich Sack’sche Familienstiftung
- Cramer, Ludwig (1866–1917), deutscher Farmer und Kolonialist in Deutsch-Südwestafrika
- Cramer, Ludwig Dankegott (1791–1824), deutscher evangelischer Geistlicher und Hochschullehrer
- Cramer, Ludwig Wilhelm (1755–1832), deutscher Bergbeamter und Mineraliensammler
- Cramer, Matthias, Spieleautor
- Cramer, Max (1859–1933), deutscher Lehrer und Familienforscher in Heilbronn
- Cramer, Melchior (1599–1645), deutscher evangelisch-lutherischer Pastor und Generalsuperintendent
- Cramer, Melchior Conrad (1672–1760), deutscher Arzt, erster Leibmedicus und Hochfürstlich Brandenburg-Onolzbachischer Geheimer Rat
- Cramer, Michael (1930–2000), deutscher Schauspieler und Synchronsprecher
- Cramer, Michael (* 1949), deutscher Politiker (Bündnis 90/Die Grünen), MdA, MdEP
- Cramer, Molly (1852–1936), deutsche Blumen-, Landschafts- und Portraitmalerin
- Cramer, Moritz (1897–1952), deutscher Nationalsozialist
- Cramer, Patrick (* 1969), deutscher StrukturbiologePatrick Cramer (* 1969)

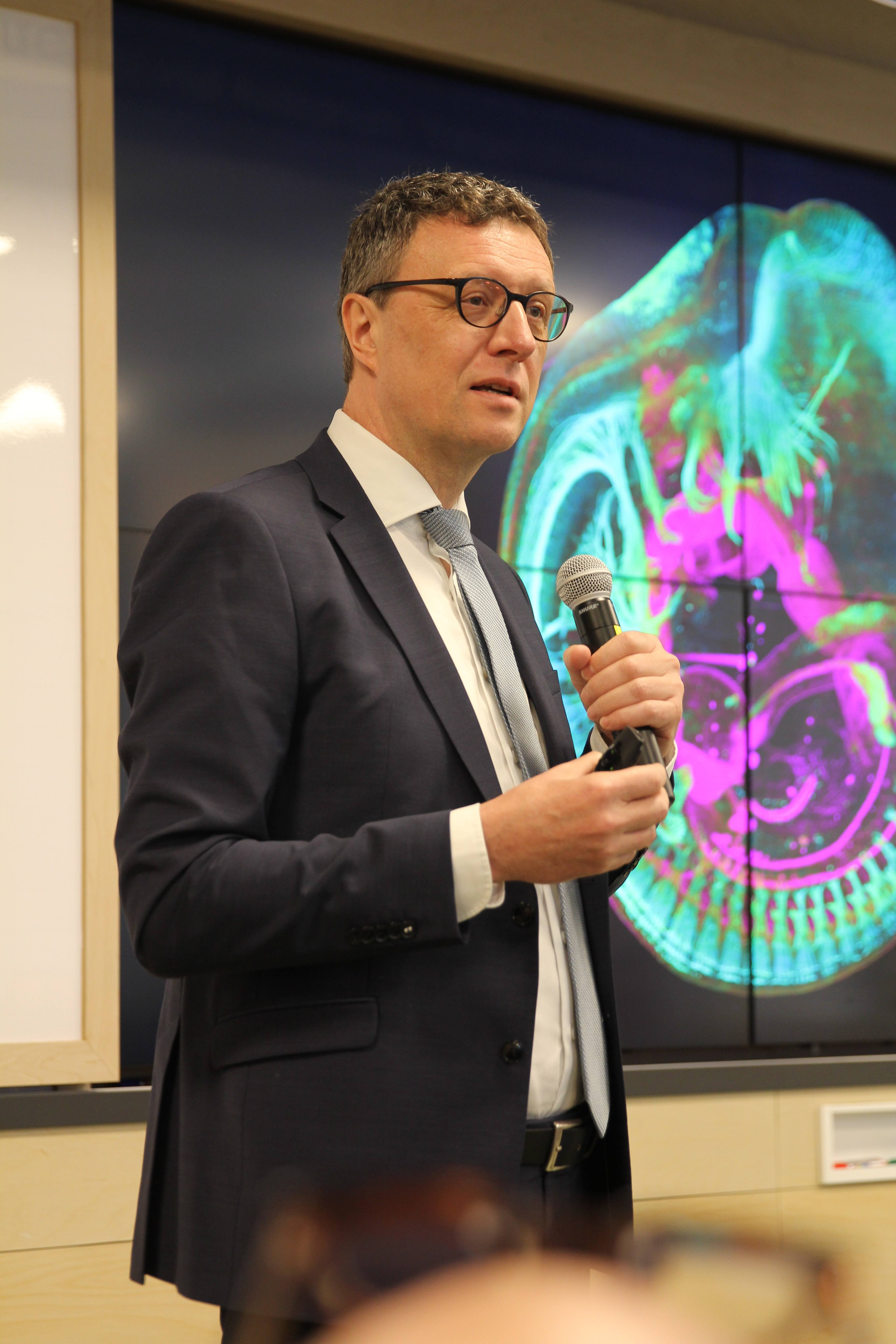
Patrick Cramer (* 1969)

- Cramer, Peter (1910–2003), deutscher Geologe
- Cramer, Peter (1932–2009), deutscher Rechtswissenschaftler
- Cramer, Pieter (1721–1776), niederländischer Kaufmann und Entomologe
- Cramer, Ralf (* 1966), deutscher Manager und war Mitglied des Vorstands der Continental AG (2009–2017)
- Cramer, Richard (1847–1906), deutscher Bauingenieur
- Cramer, Richard (1889–1960), US-amerikanischer Schauspieler
- Cramer, Richard Ben (1950–2013), US-amerikanischer Journalist und Autor
- Cramer, Rie (1887–1977), niederländische Illustratorin und Schriftstellerin
- Cramer, Robert (* 1947), US-amerikanischer Politiker (Demokratische Partei)
- Cramer, Robert (* 1954), Schweizer Politiker (Grüne)
- Cramer, Rudolf (1882–1949), deutscher Geologe
- Cramer, Rudolf von (1818–1902), preußischer Generalmajor und Kommandant der Festung Magdeburg
- Cramer, Samuel (1842–1913), niederländischer Theologe
- Cramer, Scott (* 1958), US-amerikanischer Eiskunstläufer
- Cramer, Sibylle (1941–2025), deutsche Literaturkritikerin
- Cramer, Siegfried (1935–2025), deutscher Ingenieur und Hochschullehrer
- Cramer, Sofie (* 1974), deutsche Schriftstellerin
- Cramer, Stasia (* 1954), niederländische Schriftstellerin
- Cramer, Stephen (* 1984), US-amerikanischer Basketballspieler
- Cramer, Susanne (1936–1969), deutsche Filmschauspielerin
- Cramer, Thomas (1938–2023), deutscher Altgermanist
- Cramer, Tjarko Meyer (1780–1812), deutscher Maler
- Cramer, Tomas (* 1967), deutscher Autor
- Crämer, Ulrich (1907–1992), deutscher Historiker
- Cramer, Walter (1886–1944), deutscher Textilunternehmer und Vertrauter Carl Friedrich Goerdelers
- Cramer, Wilhelm († 1799), deutscher Violinist und Dirigent
- Cramer, Wilhelm Heinrich Christoph von (1712–1793), Drost in Königslutter
- Cramer, Wilhelm Zacharias (1696–1772), deutscher Jurist
- Cramer, William C. (1922–2003), US-amerikanischer Politiker
- Cramer, Winfrid (* 1933), deutscher römisch-katholischer Theologe
- Cramer, Wolfgang (1901–1974), deutscher Philosoph
- Cramer, Wolfgang (* 1957), deutscher Geograph und Ökologe
- Cramer-Berke, Hubert (* 1886), deutscher Landschafts- und Industriemaler sowie Radierer der Düsseldorfer Schule
- Cramer-Crummenerl, Emma (1875–1964), deutsche Schriftstellerin und Lyrikerin
- Cramer-Frey, Conrad (1834–1900), Schweizer Unternehmer und Politiker
- Cramer-Klett, Ludwig Benedikt von (1906–1985), deutscher Jurist und Jagdschriftsteller

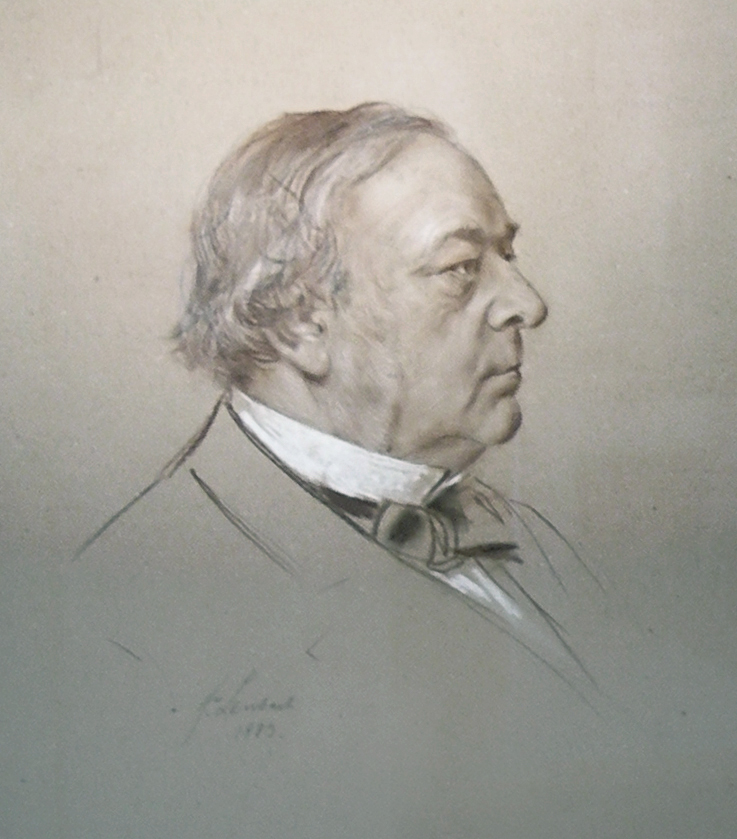
Theodor von Cramer-Klett (1817–1884)

- Cramer-Klett, Theodor von (1817–1884), deutscher Kaufmann und IndustriellerTheodor von Cramer-Klett (1817–1884)
- Cramer-Klett, Theodor von junior (1874–1938), deutscher Unternehmer und Mäzen
- Cramer-Nauhaus, Barbara (1927–2001), deutsche Anglistin und Übersetzerin
- Crameri, Antonio (* 1969), Schweizer römisch-katholischer Ordensgeistlicher, Apostolischer Vikar von Esmeraldas in Ecuador
- Cramerotti, Renzo (* 1947), italienischer Speerwerfer
- Cramez, Jorge (* 1963), portugiesischer Filmschaffender
- Cramling, Anna (* 2002), spanisch-schwedische Schachspielerin, Twitch- und YouTube-PersönlichkeitAnna Cramling (* 2002)

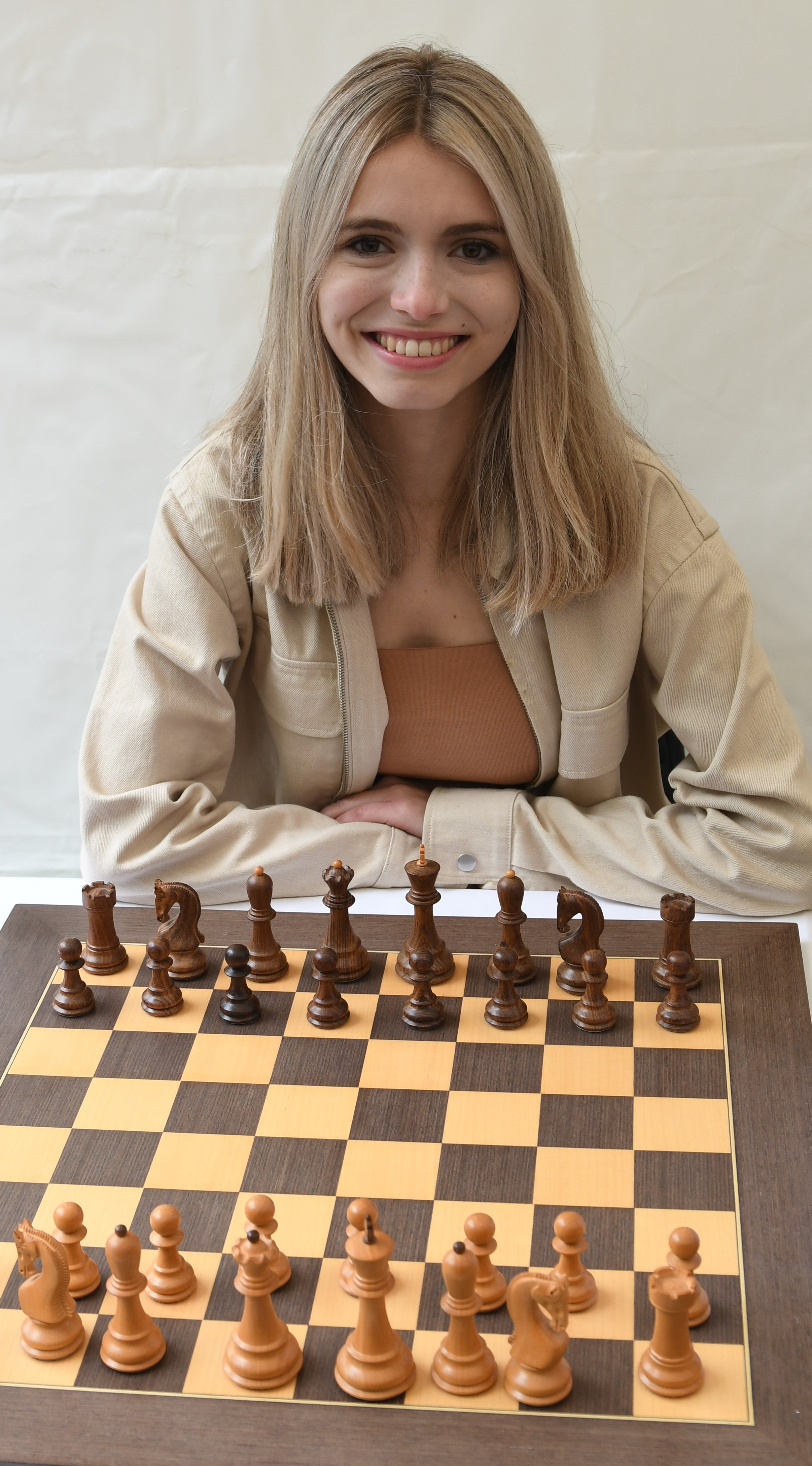
Anna Cramling (* 2002)

- Cramling, Pia (* 1963), schwedische Schachspielerin
- Cramm, Armgard von (1883–1971), deutsche Adelige, Mutter von Bernhard zur Lippe-Biesterfeld
- Cramm, Asche von († 1528), Söldnerführer der Reformationszeit und Freund Martin Luthers
- Cramm, August Adolf von (1685–1763), braunschweigischer Premierminister, Erbkämmerer und Gesandter am Reichstag in Regensburg
- Cramm, Barbara (* 1966), deutsche Opernsängerin (Mezzosopran)
- Cramm, Berno von (* 1934), deutscher Schauspieler
- Cramm, Burghard von (1874–1936), deutscher Rittergutsbesitzer und Hofbeamter
- Cramm, Christian Friedrich Adolf Burghard von (1837–1913), deutscher Gesandter und Autor
- Cramm, Dagmar von (* 1955), deutsche Autorin und Journalistin
- Cramm, Franz von (1610–1661), deutscher Hofbeamter
- Cramm, Friedrich (1874–1942), deutscher Landwirt und Politiker (DVP), MdR
- Cramm, Gottfried von (1909–1976), deutscher Tennisspieler
- Cramm, Helga von (1840–1919), Schweizer Malerin und Grafikerin
- Cramm, Ludewig von (1791–1858), braunschweigischer Kammerherr und Präsident der 2. Kammer der Ständeversammlung des Königreichs Hannover
- Cramme-Hill, Natalie (* 1986), deutsche Politikerin (Bündnis 90/Die Grünen)
- Crammer, Anton (1705–1785), deutscher Jesuit, Prediger und Autor gegenreformatorischer Schriften
- Crammer, Pauline (* 1991), französische Fußballspielerin
- Crammond, Geoff (* 1953), britischer Spieleentwickler
- Crammond, John (1906–1978), britischer Skeletonsportler
- Cramne, George (* 1966), schwedischer Boxer
- Cramolini, Eduard (1807–1881), österreichischer Maler und Fotograf
- Cramolini, Ludwig (1805–1884), österreichischer Opernsänger (Tenor) und Regisseur
- Cramon Daiber, Birgit (* 1944), deutsche Politikerin (Die Linke, Bündnis 90/Die Grünen), MdEP
- Cramon, August von (1861–1940), preußischer Offizier, zuletzt Generalleutnant im Ersten Weltkrieg
- Cramon-Taubadel, Viola von (* 1970), deutsche Politikerin (Bündnis 90/Die Grünen), MdBViola von Cramon-Taubadel (* 1970)

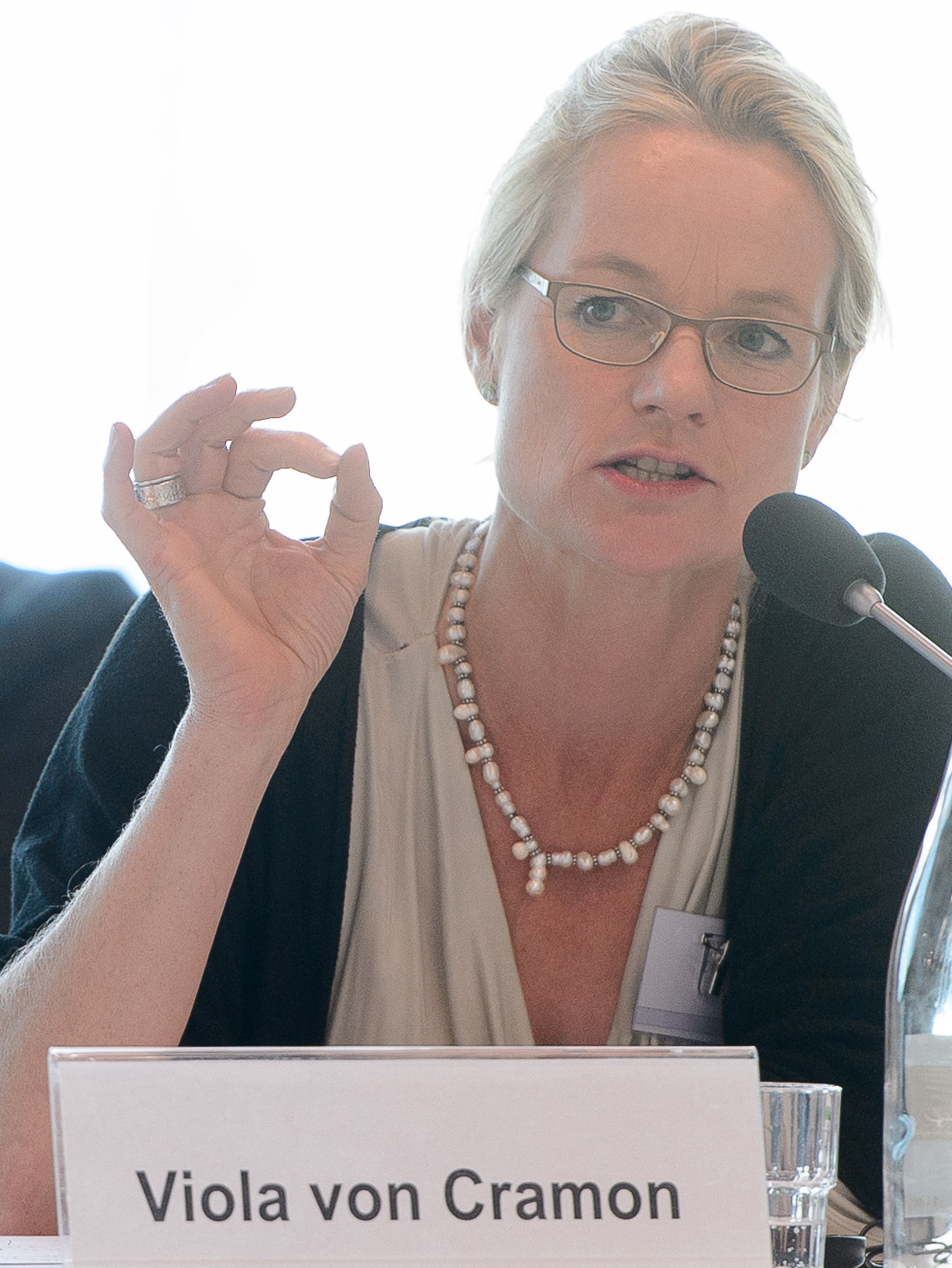
Viola von Cramon-Taubadel (* 1970)

- Cramp, Stanley (1913–1987), britischer Verwaltungsbeamter und Ornithologe
- Crampel, Paul (1864–1891), französischer Afrikaforscher
- Crampton, Barbara (* 1958), US-amerikanische SchauspielerinBarbara Crampton (* 1958)

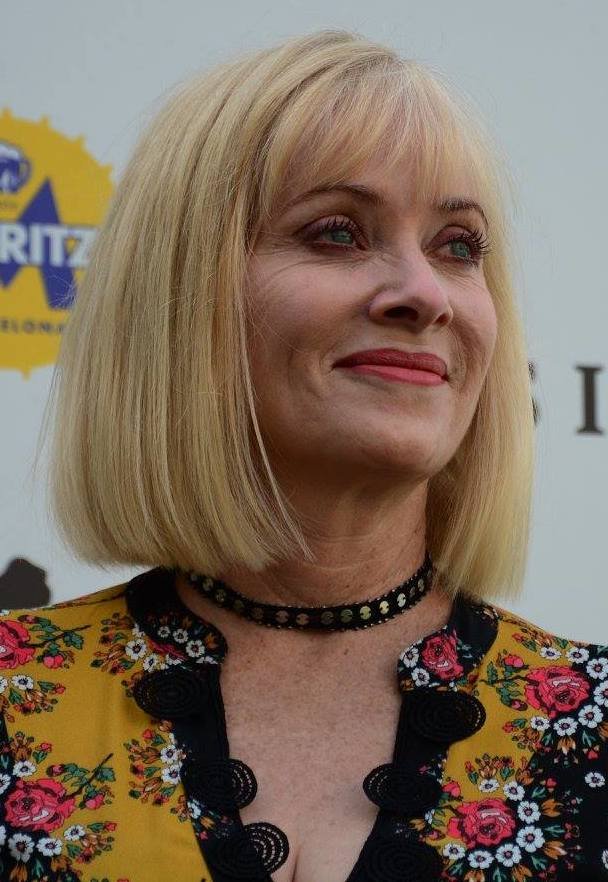
Barbara Crampton (* 1958)

- Crampton, Jessica (* 1994), britische Bahnradsportlerin
- Crampton, Matthew (* 1986), englischer Bahnradsportler
- Crampton, Peter (* 1969), britischer Hürdenläufer und Sprinter
- Crampton, Steven (* 1982), kanadischer Eishockeyspieler
- Crampton, Thomas Russell (1816–1888), britischer Maschinenbauer und Ingenieur
- Cramton, Louis C. (1875–1966), US-amerikanischer Politiker

### Cran
- Cranach, Adolf von (1823–1896), deutscher Jurist, preußischer Landdrost und Regierungspräsident
- Cranach, Augustin (1554–1595), deutscher Maler
- Cranach, Elimar von (1871–1950), deutscher Generalmajor
- Cranach, Hans († 1537), deutscher Maler und Zeichner
- Cranach, Hans von (1855–1929), preußischer Major, Burghauptmann der Wartburg
- Cranach, Julius von (1793–1860), preußischer Generalleutnant
- Cranach, Karl von (1809–1900), preußischer Generalmajor
- Cranach, Lucas der Ältere († 1553), deutscher Maler und GrafikerLucas Cranach der Ältere († 1553)

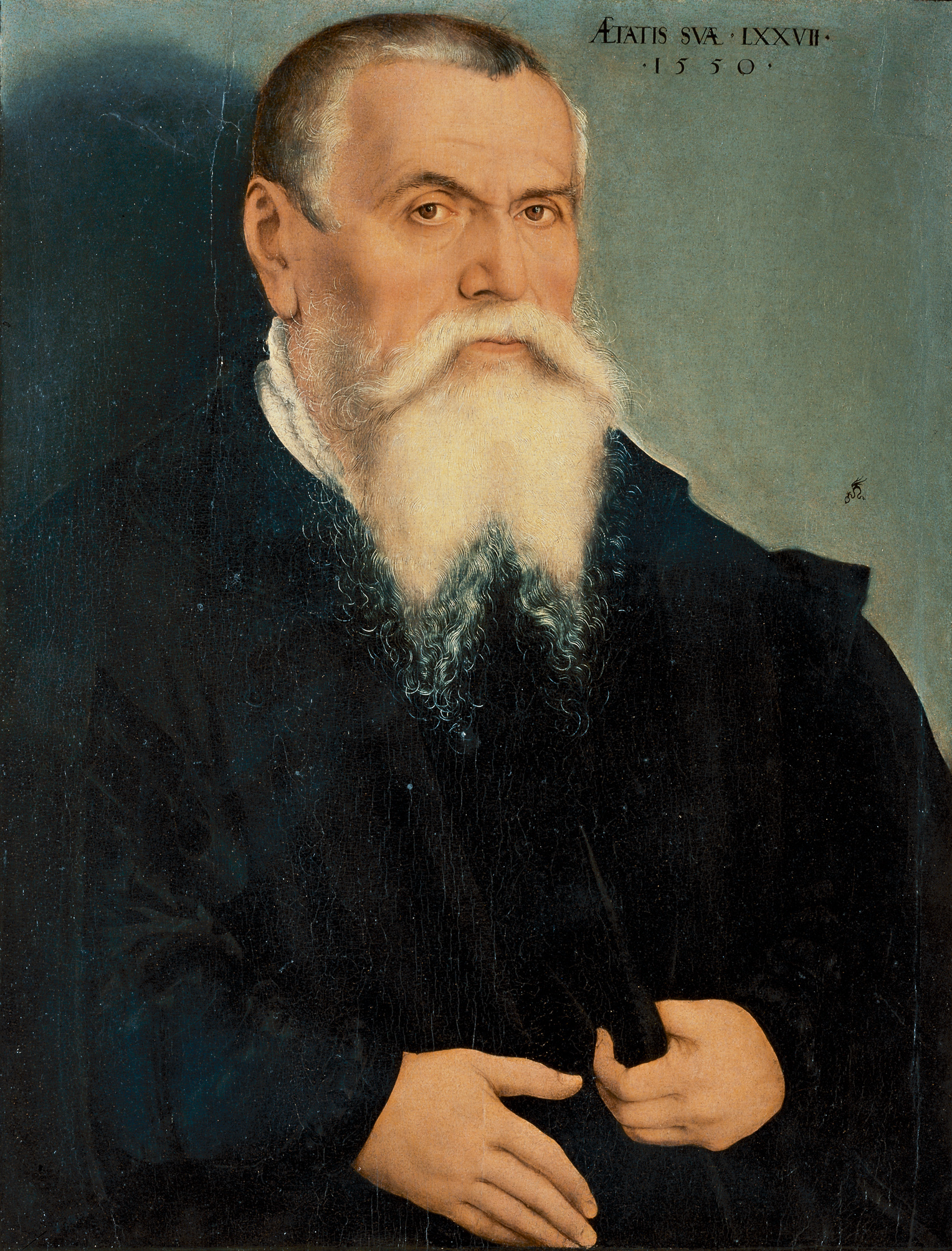
Lucas Cranach der Ältere († 1553)

- Cranach, Lucas der Jüngere (1515–1586), Sohn von Lucas Cranach dem Älteren, Maler und Graphiker
- Cranach, Lucas III. (* 1586), deutscher Maler
- Cranach, Ludwig von (1818–1894), preußischer General der Infanterie und Chef des 8. Westfälischen Infanterie-Regiments Nr. 57
- Cranach, Mario von (* 1931), deutscher Psychologe und Hochschullehrer
- Cranach, Michael von (* 1941), deutscher Psychiater und Autor
- Cranach, Rudolph von (1823–1879), deutscher Politiker, MdR
- Cranach, Wilhelm Lucas von (1861–1918), deutscher Maler und Schmuckdesigner
- Cranach-Sichart, Eberhard von (1886–1967), deutscher Kunsthistoriker
- Cranage, Adrian (* 1969), australischer Kameramann
- Crandall, Irving B. (1890–1927), US-amerikanischer Physiker
- Crandall, Jordan (* 1958), US-amerikanischer Medienkünstler und Medientheoretiker
- Crandall, Lee (1887–1969), US-amerikanischer Ornithologe und Chefkurator des Bronx Zoo
- Crandall, Michael (* 1940), US-amerikanischer Mathematiker
- Crandall, Prudence (1803–1890), US-amerikanische Lehrerin und Bürgerrechtlerin
- Crandall, Richard (1947–2012), US-amerikanischer Informatiker und Physiker
- Crandall, Roland (1892–1972), US-amerikanischer Zeichner von Zeichentrickfilmen
- Crandall, Stephen H. (1920–2013), US-amerikanischer Ingenieurwissenschaftler für Mechanik
- Crandell, Frank, US-amerikanischer Techniker
- Crandon, Mina (1888–1941), kanadisch-amerikanische Geisterbeschwörerin
- Crane, Arthur G. (1877–1955), US-amerikanischer Politiker (Republikanische Partei)
- Crane, Barbara (1928–2019), amerikanische Fotografin
- Crane, Barry (1927–1985), US-amerikanischer TV-Regisseur und TV-Produzent
- Crane, Ben (* 1976), US-amerikanischer Golfer
- Crane, Bob (1928–1978), US-amerikanischer Schauspieler
- Crane, Brandon (* 1976), US-amerikanischer Schauspieler
- Crane, Brian (* 1949), US-amerikanischer Comiczeichner
- Crane, Bruce (1856–1937), US-amerikanischer Landschaftsmaler des Tonalismus
- Crane, Callum (* 1996), schottischer Fußballspieler
- Crane, Caprice (* 1970), US-amerikanische Schriftstellerin und Drehbuchautorin
- Crane, Conrad (* 1952), US-amerikanischer Militärstratege
- Crane, Dan (1936–2019), US-amerikanischer Politiker
- Crane, Darla (* 1966), US-amerikanische Pornodarstellerin
- Crane, David (* 1955), US-amerikanischer Videospiele-Entwickler und Programmierer
- Crane, David (* 1957), US-amerikanischer Drehbuchautor und Fernsehproduzent
- Crane, Eli (* 1980), US-amerikanischer Politiker der Republikanischen Partei
- Crane, Eva (1912–2007), englische Wissenschaftlerin (Imkerin)
- Crane, Evan J. (1889–1966), US-amerikanischer Chemiker
- Crane, Fred (1918–2008), US-amerikanischer Schauspieler und Radiomoderator
- Crane, Fred († 1985), US-amerikanischer Jazzmusiker
- Crane, Gregory (* 1957), US-amerikanischer Klassischer Philologe und Fachmann für Digital Humanities
- Crane, H. Richard (1907–2007), US-amerikanischer Experimentalphysiker
- Crane, Hart (1899–1932), US-amerikanischer Dichter
- Crane, Ichabod (1787–1857), US-amerikanischer OffizierIchabod Crane (1787–1857)

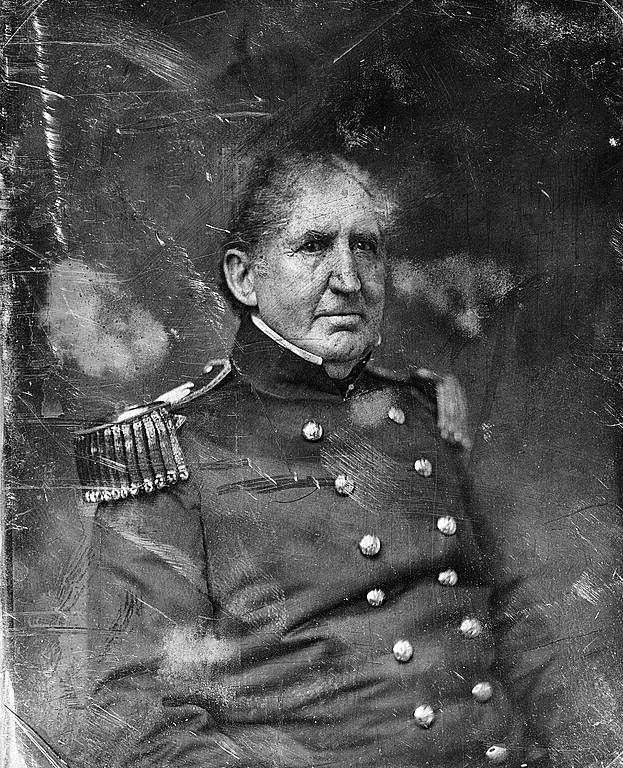
Ichabod Crane (1787–1857)

- Crane, John, US-amerikanischer ehemaliger Regierungs-Angestellter, Whistleblower
- Crane, Joseph Halsey (1782–1851), US-amerikanischer Jurist und Politiker
- Crane, L. Stanley (1915–2003), amerikanischer Eisenbahnmanager
- Crane, Les (1933–2008), US-amerikanischer Radio- und Fernsehmoderator
- Crane, Margaret, amerikanische Erfinderin und Grafikdesignerin
- Crane, Martin McNulty (1853–1943), US-amerikanischer Politiker
- Crane, Melinda (* 1956), US-amerikanische Journalistin, politische Kommentatorin, Publizistin und Moderatorin
- Crane, Michael Joseph (1863–1928), US-amerikanischer römisch-katholischer Geistlicher, Weihbischof in Philadelphia
- Crane, Moses G. (1835–1898), US-amerikanischer Unternehmer, Erfinder und Kommunalpolitiker
- Crane, Norma (1928–1973), US-amerikanische Schauspielerin
- Crane, Peter (* 1954), britischer Botaniker und Paläontologe
- Crane, Phil (1930–2014), US-amerikanischer Politiker der Republikanischen Partei
- Crane, Robert Dickson (1929–2021), US-amerikanischer Jurist und muslimischer Aktivist
- Crane, Roy (1901–1977), US-amerikanischer Comiczeichner
- Crane, Simon (* 1960), britischer Stuntman und Schauspieler
- Crane, Stanley (1878–1960), englischer Fußballspieler
- Crane, Stephen (1709–1780), US-amerikanischer Politiker
- Crane, Stephen (1871–1900), amerikanischer Schriftsteller
- Crane, Susan, US-amerikanische Friedensaktivistin
- Crane, Tony (* 1945), englischer Musiker
- Crane, Vincent (1943–1989), britischer Rockmusiker (Piano, Keyboard)
- Crane, Walter (1845–1915), britischer Maler
- Crane, Whitfield (* 1968), US-amerikanischer RocksängerWhitfield Crane (* 1968)

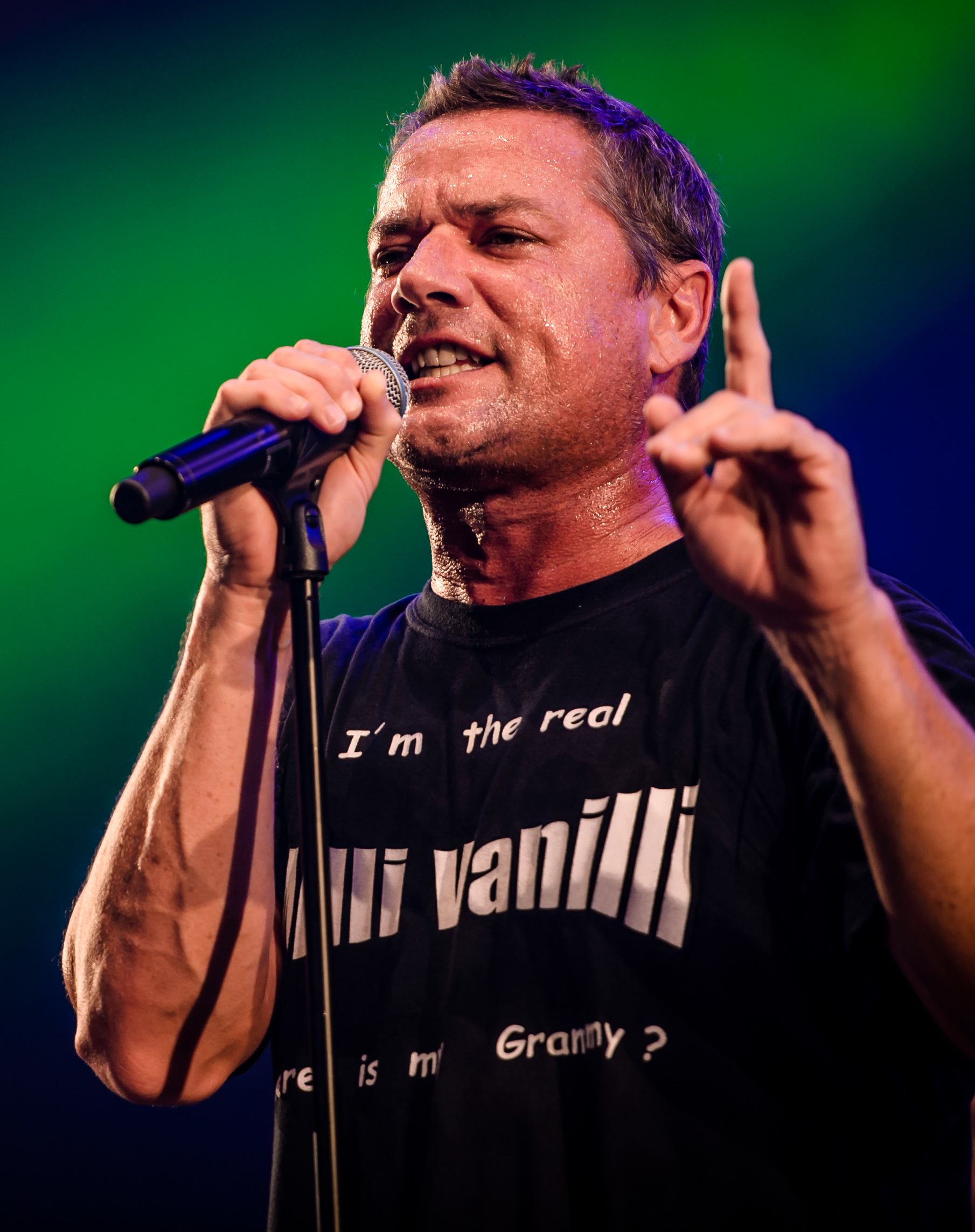
Whitfield Crane (* 1968)

- Crane, Winthrop M. (1853–1920), US-amerikanischer Politiker
- Crane-Mauzy, Jeanee (* 1996), amerikanisch-vanuatuische Freestyle-Skierin
- Cranen, Sara († 1637), niederländische Seidenhändlerin
- Craner, William (1906–1987), britischer Sprinter
- Cranford, John W. (1859–1899), US-amerikanischer Politiker
- Crang, Neil (1949–2020), australischer Autorennfahrer
- Cranham, Kenneth (* 1944), britischer Schauspieler
- Cranio Randagio (1994–2016), italienischer Rapper
- Cranitch, Mícheál (1912–1999), irischer Politiker
- Crank, David, US-amerikanischer Szenenbildner und Artdirector
- Crank, Jeff (* 1967), US-amerikanischer Politiker der Republikanischen Partei
- Crank, John (1916–2006), englischer Mathematiker
- Cranko, John (1927–1973), britischer Choreograf und TanzregisseurJohn Cranko (1927–1973)

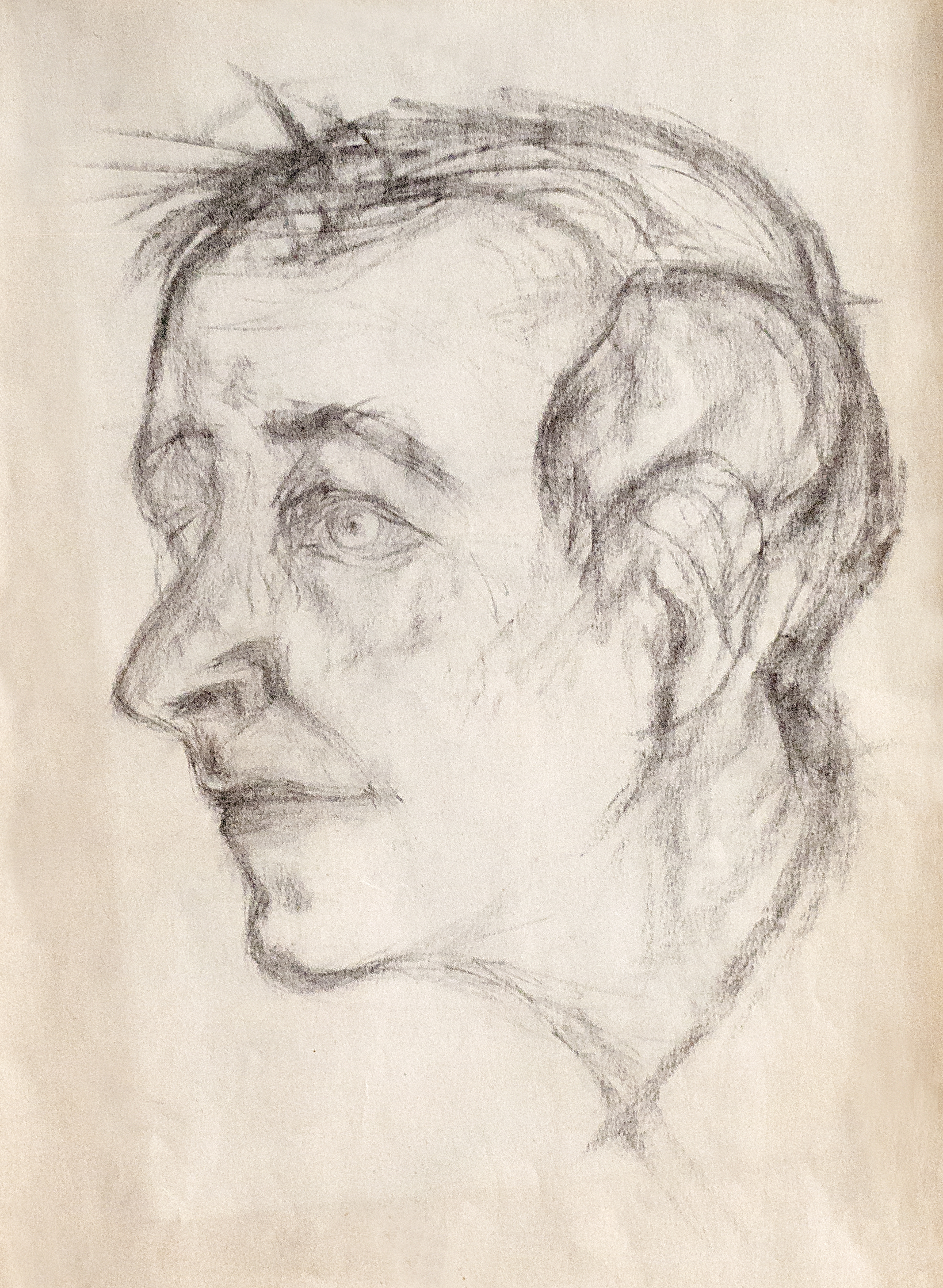
John Cranko (1927–1973)

- Cranley, John (* 1974), US-amerikanischer Politiker, Bürgermeister von Cincinnati (2013–2022)
- Cranmer, Thomas (1489–1556), englischer Erzbischof von Canterbury (1533–1556) und Reformator
- Cranny, Elise (* 1996), US-amerikanische Leichtathletin
- Cranor, Eli (* 1988), US-amerikanischer Schriftsteller und Journalist
- Cranor, Lorrie (* 1971), US-amerikanische Informatikerin und Hochschullehrerin
- Cranshaw, Bob (1932–2016), US-amerikanischer Jazzmusiker
- Cranshaw, Patrick (1919–2005), US-amerikanischer Schauspieler
- Cranston, Alan (1914–2000), US-amerikanischer Politiker
- Cranston, Blain (* 1995), kanadischer Volleyballspieler
- Cranston, Bryan (* 1956), US-amerikanischer Schauspieler, Filmregisseur und SynchronsprecherBryan Cranston (* 1956)

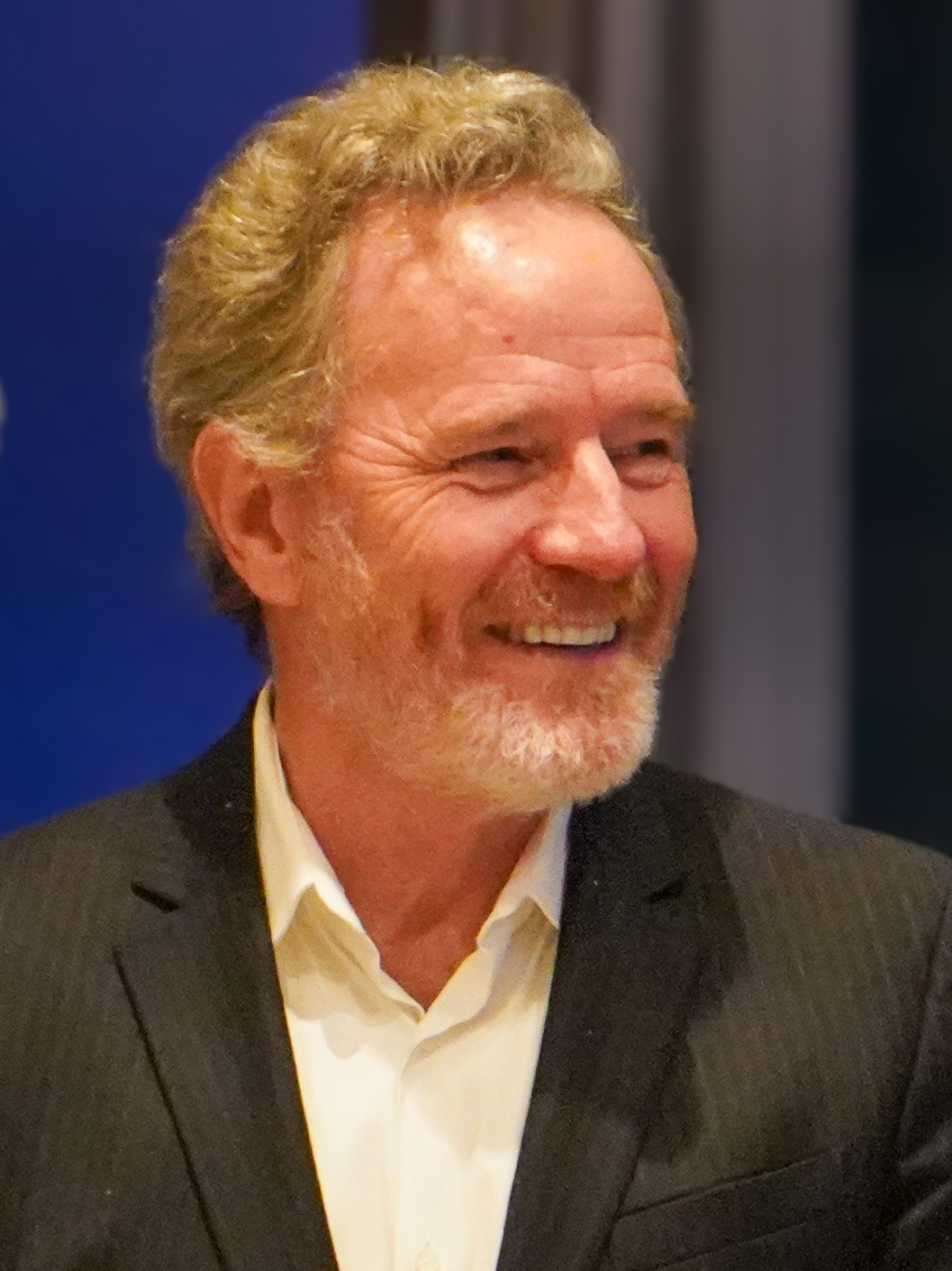
Bryan Cranston (* 1956)

- Cranston, Henry Y. (1789–1864), US-amerikanischer Politiker
- Cranston, John (1625–1680), englischer Arzt, Politiker und Offizier
- Cranston, John Arnold (1891–1972), britischer Chemiker
- Cranston, Robert B. (1791–1873), US-amerikanischer Politiker
- Cranston, Taylor Dearden (* 1993), US-amerikanische Schauspielerin
- Cranston, Toller (* 1949), kanadischer Eiskunstläufer und Künstler
- Crantz, Heinrich Johann Nepomuk von (1722–1797), österreichischer Mediziner und Botaniker
- Cranwell, Guillermo (1841–1909), argentinischer Politiker, Bürgermeister von Buenos Aires
- Cranwell, Lucy (1907–2000), neuseeländische Botanikerin und Palynologin
- Cranz, Alexander (1779–1845), württembergischer Oberamtmann
- Cranz, August Friedrich (1737–1801), deutscher Schriftsteller
- Cranz, Carl (1858–1945), Mathematiker, Physiker und Ballistiker
- Cranz, Christl (1914–2004), deutsche Skirennläuferin
- Cranz, David (1723–1777), deutscher Missionar und Geschichtsschreiber
- Cranz, Eva Maria (* 1890), deutsche Schriftstellerin
- Cranz, Friedrich (1792–1840), deutscher Verwaltungsbeamter
- Cranz, Friedrich Alexander Leopold (1807–1878), deutscher evangelischer Geistlicher
- Cranz, Friedrich-Carl (1886–1941), deutscher Generalleutnant im Zweiten Weltkrieg
- Cranz, Hermann (1883–1944), Maschinenbauingenieur, Hochschullehrer an Technischen Hochschule Hannover
- Cranz, Rudolf (1918–1941), deutscher Skirennläufer
- Cranz, Thomas († 1853), deutscher Zeichner

### Crao
- Crao, Mimmo, italienischer Schauspieler

### Crap
- Crapanzano, Vincent (* 1939), US-amerikanischer Anthropologe und Literaturwissenschaftler
- Crapelet, Georges-Adrien (1789–1842), französischer Verleger und Romanist
- Crapez, Paul (* 1947), belgischer Radrennfahrer
- Crapo, Henry H. (1804–1869), US-amerikanischer Politiker
- Crapo, Mike (* 1951), US-amerikanischer PolitikerMike Crapo (* 1951)

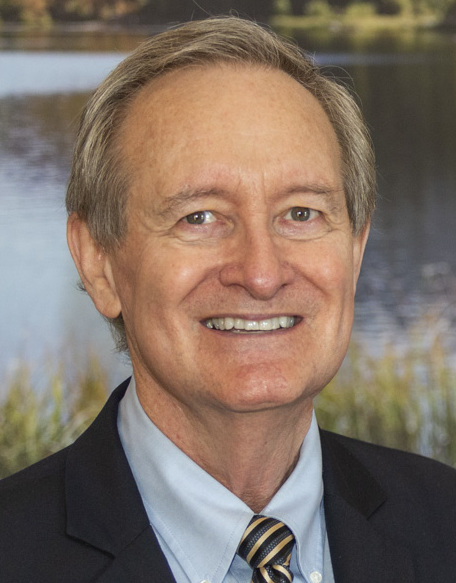
Mike Crapo (* 1951)

- Crapo, William W. (1830–1926), US-amerikanischer Politiker
- Craponne, Adam de (1526–1576), französischer Ingenieur
- Crapp, Austen Robin (1934–2024), australischer Ordensgeistlicher, römisch-katholischer Bischof von Aitape
- Crapp, Lorraine (* 1938), australische Schwimmerin
- Crappius, Andreas (1542–1623), deutscher Kirchenliedkomponist
- Crapsey, Adelaide (1878–1914), US-amerikanische Dichterin

### Crar
- Crary, Albert P. (1911–1987), US-amerikanischer Geophysiker und Glaziologe
- Crary, Isaac E. (1804–1854), US-amerikanischer Politiker
- Crary, John (1770–1848), US-amerikanischer Politiker

### Cras
- Cras, Hendrik Constantijn (1739–1820), holländischer Jurist und Bibliothekar
- Cras, Jean (1879–1932), französischer Komponist und AdmiralJean Cras (1879–1932)

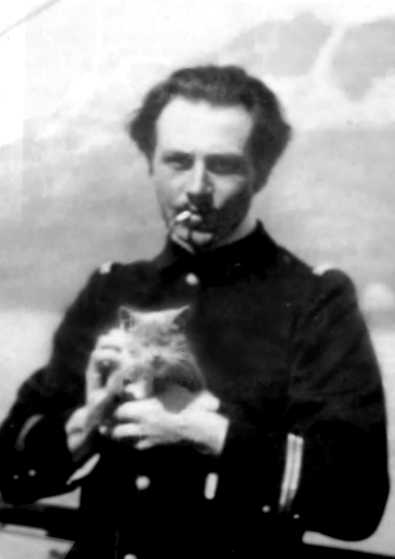
Jean Cras (1879–1932)

- Cras, Steff (* 1996), belgischer Radrennfahrer
- Craschel, Theobald († 1587), Weihbischof und Theologieprofessor in Köln
- Crasemann, Christoph Adolph (1797–1876), deutscher Kaufmann
- Crasemann, Claes Christian (1801–1887), Hamburger Kaufmann und Abgeordneter
- Crasemann, Edgar (1896–1973), Schweizer Agrikulturchemiker und Hochschullehrer
- Crasemann, Eduard (1891–1950), deutscher General der Artillerie im Zweiten Weltkrieg
- Crasemann, Ferdinand (1886–1926), deutscher Offizier und Politiker (DVP)
- Crasemann, Rudolph (1841–1929), deutscher Kaufmann und Politiker, MdHB
- Crash, Darby (1958–1980), US-amerikanischer Punkrockmusiker
- Crashaw, Richard (1613–1649), englischer Lyriker
- Craske, Cecil (* 1915), australischer Badmintonspieler
- Crass, Franz (1928–2012), deutscher Opernsänger (Bass)
- Crass, Hanns Michael (* 1944), deutscher Kunsthistoriker und Bibliothekar
- Crasselius, Bartholomäus (1667–1724), deutscher lutherischer Geistlicher und Kirchenlieddichter
- Crassenstein, Wilhelm Wendt zu (1603–1644), Angehöriger des Adelsgeschlechts Wendt
- Crasset, Jean (1618–1692), französischer Ordensgeistlicher, Theologe
- Crassini, C., italienischer Komponist
- Crasso, Lorenzo (1623–1691), italienischer Renaissance-Humanist und Schriftsteller
- Crasso, Nicolò (1585–1656), italienischer Jurist und Literat
- Crasson, Bertrand (* 1971), belgischer Fußballspieler
- Crassot, Richard, französischer Kapellmeister und Komponist
- Crassus, Publius Licinius († 53 v. Chr.), römischer Heerführer, Sohn des Marcus Licinius Crassus
- Crast, Antonio (1911–1984), italienischer Schauspieler
- Crastan, Valentin (* 1932), Schweizer Ingenieurwissenschaftler und emeritierter Hochschullehrer
- Crasto, Tanisha (* 2003), indische Badmintonspielerin

### Crat
- Cratander, Andreas († 1540), Basler Buchdrucker und Verleger
- Crate, Chuck (1916–1992), kanadischer Faschist und Führer der Canadian Union of Fascists
- Crato von Krafftheim, Johann (1519–1585), deutscher Humanist und Arzt
- Crato, Nuno (* 1952), portugiesischer Mathematiker, Statistiker und Politiker
- Cratz von Scharfenstein, Hugo Everhard († 1663), Bischof von Worms
- Cratz von Scharffenstein, Johann Philipp († 1635), deutscher Feldmarschall in schwedischen Diensten
- Cratz, Annegret (* 1957), deutsche Akkordeonistin
- Cratz, Johann Baptist (1779–1858), nassauischer Politiker
- Cratz, Karl Friedrich von (1671–1747), preußischer Generalmajor, Chef des Berliner Garnisonsregiments sowie Erbherr auf Mordal und Pfänner in Halle
- Cratz, Sören (* 1948), schwedischer Fußballtrainer

### Crau
- Crauchet, Paul (1920–2012), französischer SchauspielerPaul Crauchet (1920–2012)

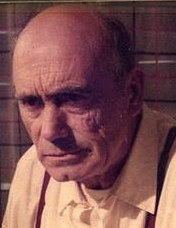
Paul Crauchet (1920–2012)

- Crauel, Johann (1581–1665), deutscher Mediziner, Fürstlich Braunschweig-Lüneburgischer Leibmedicus, Stadtphysicus und Bürgermeister von Osterode
- Crauel, Johann Friedrich (1629–1703), deutscher Jurist, Respondent, Kurfürstlich Braunschweig-Lüneburgischer Hofgerichts-Assessor, Syndikus der Fürstentümer Calenberg und Grubenhagen sowie Bürgermeister der Stadt Einbeck
- Craufurd, Quintin (1743–1819), britischer Kunstsammler und Schriftsteller
- Craufurd, Robert (1764–1812), britischer General und Politiker
- Craughwell, Gerard (* 1953), irischer Politiker
- Craughwell, Thomas J. (1956–2018), US-amerikanischer Autor
- Crauk, Charles Alexandre (1819–1905), französischer Glas-, Genre- und Porträtmaler
- Crausaz, Roselyne (* 1943), Schweizer Politikerin und Staatsrätin des Kantons Freiburg
- Craushaar, Ernst von (1815–1870), königlich sächsischer Generalmajor und Kommandeur der 1. Infanterie-Brigade, Porträtmaler
- Craushaar, Georg Christian von (1702–1769), deutscher Oberhofmeister und Obristwachtmeister
- Craushaar, Georg von (1851–1936), deutscher Kreishauptmann und Rittergutsbesitzer
- Craushaar, Harry von (1891–1970), deutscher Jurist, SS-Brigadeführer und Verwaltungsbeamter
- Craushaar, Johann August Friedrich von († 1771), deutscher Amtmann
- Crauss (* 1971), deutscher Schriftsteller

### Crav
- Cravaack, Chip (* 1959), amerikanischer Politiker
- Cravalho, Auliʻi (* 2000), US-amerikanische Schauspielerin, Synchronsprecherin und SängerinAuliʻi Cravalho (* 2000)

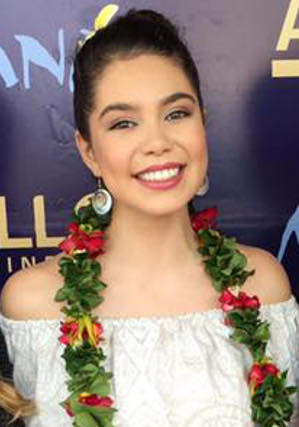
Auliʻi Cravalho (* 2000)

- Cravan, Arthur (* 1887), britischer Dichter
- Cravat, Nick (1912–1994), US-amerikanischer Filmschauspieler
- Cravatt, Benjamin F. (* 1970), US-amerikanischer Chemiker
- Cravatte, Henry (1911–1990), luxemburgischer Jurist und Politiker (LSAP), Mitglied der Chambre
- Craveirinha, José (1922–2003), mosambikanischer Dichter
- Craveirinha, Stélio (1950–2020), mosambikanischer Leichtathlet und Leichtathletiktrainer
- Craveiro Lopes, Francisco (1894–1964), portugiesischer General, Staatspräsident (1951–1958)
- Craveiro, Guido (* 1974), portugiesischer Musiker und Produzent
- Craven, Beverley (* 1963), britische Sängerin und Songschreiberin
- Craven, Charles (1682–1754), Gouverneur South Carolinas
- Craven, Dan (* 1983), namibischer Radrennfahrer
- Craven, Danie (1910–1993), südafrikanischer Rugbyspieler
- Craven, Elizabeth (1750–1828), britische Schriftstellerin
- Craven, Frank (1875–1945), US-amerikanischer Schauspieler, Autor und Regisseur
- Craven, George Laurence (1884–1967), britischer Geistlicher, römisch-katholischer Weihbischof in Westminster
- Craven, Jane, US-amerikanische Tennisspielerin
- Craven, John (1916–1995), US-amerikanischer Schauspieler
- Craven, Jonathan (* 1965), US-amerikanischer Drehbuchautor und Produzent
- Craven, M. W. (* 1968), britischer Krimi-Schriftsteller
- Craven, Margaret (1901–1980), US-amerikanische Schriftstellerin
- Craven, Matt (* 1956), kanadischer Film- und Theaterschauspieler
- Craven, Mimi (* 1957), US-amerikanische Schauspielerin und Fotografin
- Craven, Murray (* 1964), kanadischer Eishockeyspieler und -funktionär
- Craven, Peter (1934–1963), britischer Speedwayfahrer
- Craven, Philip (* 1950), britischer Rollstuhl-Basketballer und Chef des Internationalen Paralympischen Komitee
- Craven, Wayne (1930–2020), US-amerikanischer Kunsthistoriker
- Craven, Wes (1939–2015), US-amerikanischer Filmregisseur, Drehbuchautor, Produzent und SchauspielerWes Craven (1939–2015)

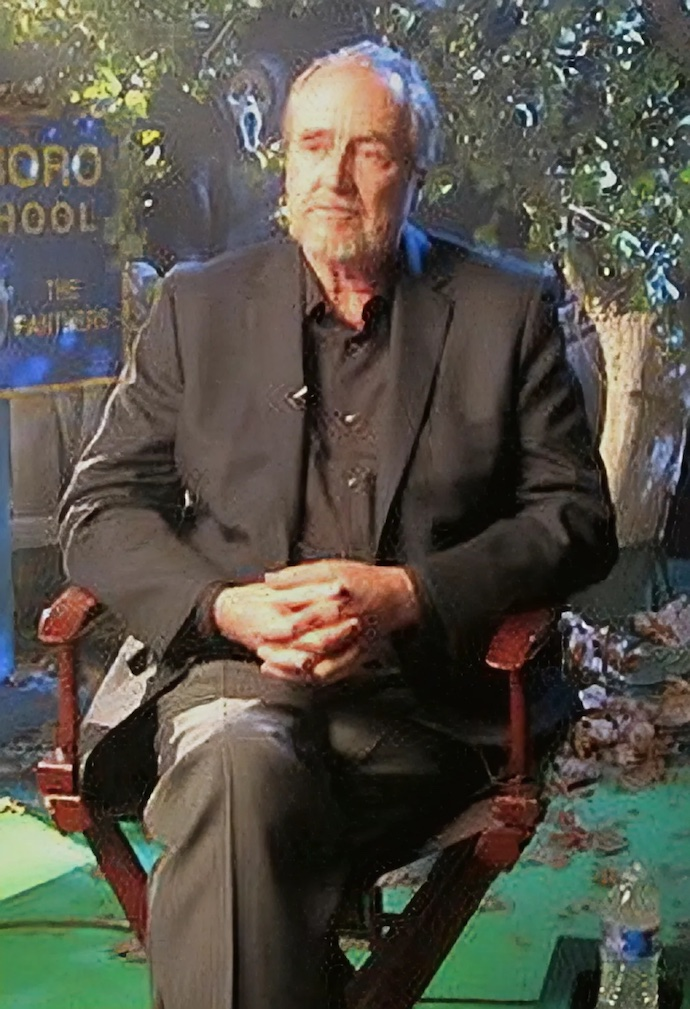
Wes Craven (1939–2015)

- Craven, William, 1. Earl of Craven (1770–1825), britischer Peer, General und Politiker
- Craven, William, 4. Earl of Craven (1868–1921), britischer Peer und Politiker
- Craven, William, 5. Earl of Craven (1897–1932), britischer Peer
- Cravenne, Georges (1914–2009), französischer Journalist, Publizist, Werbefachmann und Filmproduzent
- Cravenne, Marcel (1908–2002), französischer Filmregisseur
- Cravens, James A. (1818–1893), US-amerikanischer Politiker
- Cravens, James H. (1802–1876), US-amerikanischer Politiker
- Cravens, John R. (1819–1899), US-amerikanischer Politiker
- Cravens, Jordan E. (1830–1914), US-amerikanischer Politiker
- Cravens, William B. (1872–1939), US-amerikanischer Politiker
- Cravens, William Fadjo (1899–1974), US-amerikanischer Politiker
- Craveri, Benedetta (* 1942), italienische Neuzeit- und Literaturhistorikerin
- Craveri, Mario (1902–1990), italienischer Kameramann und Dokumentarfilmer
- Cravero, Jorgelina (* 1982), argentinische Tennisspielerin
- Cravero, Roberto (* 1964), italienischer Fußballspieler
- Cravic, Dominique (* 1946), französischer Sänger, Gitarrist und Komponist
- Cravinho, João (1936–2025), portugiesischer Politiker (PS), MdEP
- Cravinho, João Gomes (* 1964), portugiesischer Politiker und Diplomat
- Craviotto, Saúl (* 1984), spanischer Kanute
- Cravotta, Lorella (* 1958), französische Schauspielerin

### Craw
- Crawatzo, Heinz (1936–2017), deutscher Fußballspieler
- Crawford Seeger, Ruth (1901–1953), US-amerikanische Komponistin
- Crawford, Adair (1748–1795), schottisch-irischer Chemiker
- Crawford, Alex (* 1962), britische Journalistin
- Crawford, Ali (* 1991), schottischer Fußballspieler
- Crawford, Andrew (1917–1994), schottischer Schauspieler
- Crawford, Andrew M. (1852–1925), US-amerikanischer Jurist und Politiker
- Crawford, Anne (1920–1956), britische Schauspielerin in Film, Fernsehen und Theater
- Crawford, Beverly (* 1963), US-amerikanische Gospelsängerin
- Crawford, Billy (* 1982), philippinischer Sänger, Tänzer, Produzent, Songwriter und SchauspielerBilly Crawford (* 1982)

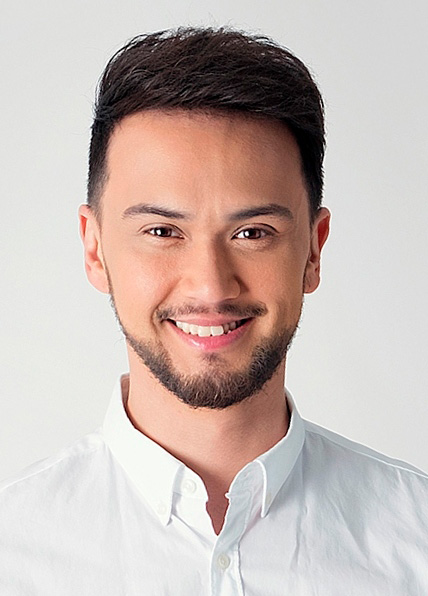
Billy Crawford (* 1982)

- Crawford, Bixie (1921–1988), US-amerikanische Jazz- und Rhythm-&-Blues-Sängerin
- Crawford, Bob (1899–1970), US-amerikanischer Langstreckenläufer britischer Herkunft
- Crawford, Broderick (1911–1986), US-amerikanischer Schauspieler
- Crawford, Bruce (* 1955), schottischer Politiker
- Crawford, Bryce (1914–2011), US-amerikanischer Chemiker
- Crawford, Candace (* 1994), kanadische Skirennläuferin
- Crawford, Caprice (* 1971), US-amerikanische Schauspielerin, Filmproduzentin und Talentsucherin
- Crawford, Carl (* 1981), US-amerikanischer Baseballspieler
- Crawford, Caroline (* 1949), US-amerikanische Sängerin und Schauspielerin
- Crawford, Chace (* 1985), US-amerikanischer Filmschauspieler
- Crawford, Chandra (* 1983), kanadische Skilangläuferin
- Crawford, Cheryl (1902–1986), US-amerikanische Theaterregisseurin und Produzentin
- Crawford, Chris (* 1950), US-amerikanischer Spieleentwickler
- Crawford, Christina (* 1939), US-amerikanische Schauspielerin und Autorin
- Crawford, Christopher (* 2001), trinidadisch-tobagischer Diskuswerfer
- Crawford, Cindy (* 1966), US-amerikanisches Model und SchauspielerinCindy Crawford (* 1966)

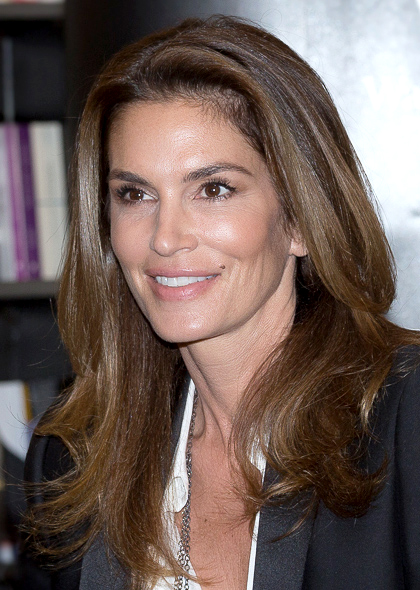
Cindy Crawford (* 1966)

- Crawford, Cindy (* 1980), US-amerikanische Pornodarstellerin
- Crawford, Clayne (* 1978), US-amerikanischer Schauspieler
- Crawford, Coe I. (1858–1944), US-amerikanischer Politiker
- Crawford, Corey (* 1984), kanadischer Eishockeytorwart
- Crawford, Daz (* 1970), britischer Schauspieler
- Crawford, Dean (1958–2023), kanadischer Ruderer
- Crawford, Ellen (* 1951), US-amerikanische Schauspielerin
- Crawford, Eusebius John (1917–2002), nordirischer Ordensgeistlicher, katholischer Bischof
- Crawford, Floyd (1928–2017), kanadischer Eishockeyspieler
- Crawford, Francis Marion (1854–1909), US-amerikanischer Schriftsteller
- Crawford, Frank (1923–2003), US-amerikanischer Physiker
- Crawford, Fred L. (1888–1957), US-amerikanischer Politiker
- Crawford, Gary (* 1957), US-amerikanischer Nordischer Kombinierer
- Crawford, George Walker (1798–1872), US-amerikanischer Politiker
- Crawford, Gina (* 1980), neuseeländische Triathletin
- Crawford, Ginnie (* 1983), US-amerikanische Hürdenläuferin
- Crawford, Guy (* 1979), neuseeländischer Triathlet
- Crawford, Hank (1934–2009), US-amerikanischer R&B- und Jazz-Saxophonist
- Crawford, Harry (* 1952), US-amerikanischer Politiker
- Crawford, Hasely (* 1950), trinidadischer Leichtathlet
- Crawford, Holly (* 1984), australische Snowboarderin
- Crawford, Hubie († 2007), US-amerikanischer Fusion- und Jazzmusiker
- Crawford, Isabella Valancy (1850–1887), kanadische Lyrikerin und Schriftstellerin
- Crawford, Jack (1775–1831), britischer Seefahrer
- Crawford, Jack (1908–1991), australischer Tennisspieler
- Crawford, Jack (1916–1973), kanadischer Eishockeyspieler und -trainer
- Crawford, Jack (* 1988), US-amerikanischer American-Football-Spieler
- Crawford, Jai (* 1983), australischer Radrennfahrer
- Crawford, Jak (* 2005), US-amerikanischer Automobilrennfahrer
- Crawford, Jamal (* 1980), US-amerikanischer BasketballspielerJamal Crawford (* 1980)

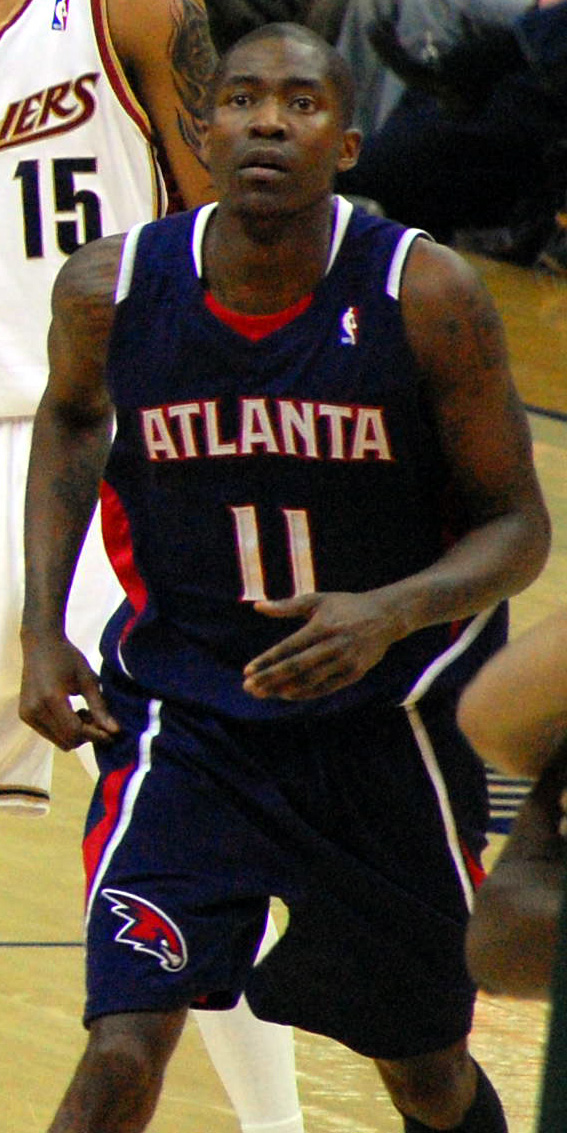
Jamal Crawford (* 1980)

- Crawford, James (1934–2012), US-amerikanischer Rhythm-and-Blues-Musiker
- Crawford, James (1948–2021), australischer Jurist und Whewell-Professor für internationales Recht in Cambridge
- Crawford, James (* 1960), US-amerikanischer Basketballspieler
- Crawford, James (* 1997), kanadischer Skirennläufer
- Crawford, James Lindsay, 26. Earl of (1847–1913), englischer Astronom, Politiker, Büchersammler, Philatelist
- Crawford, James Pyle Wickersham (1882–1939), US-amerikanischer Romanist und Hispanist
- Crawford, Jim (1948–2002), britischer Rennfahrer
- Crawford, Jimmy (1910–1980), US-amerikanischer Jazz-Schlagzeuger
- Crawford, Joan (1905–1977), US-amerikanische FilmschauspielerinJoan Crawford (1905–1977)

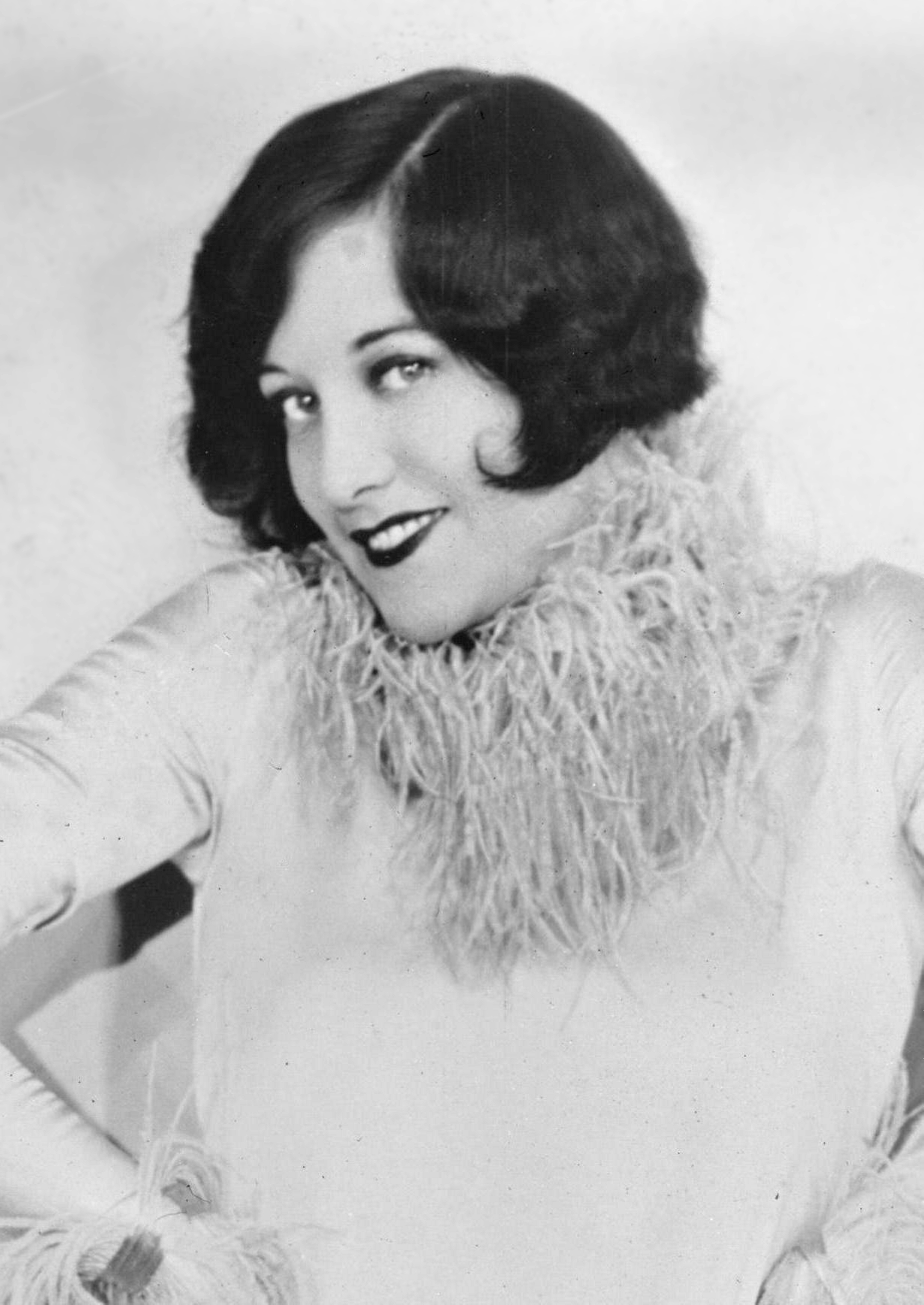
Joan Crawford (1905–1977)

- Crawford, Joan (* 1937), US-amerikanische Basketballspielerin
- Crawford, Jocques (* 1987), US-amerikanischer Footballspieler
- Crawford, Joe (* 1963), deutscher Pop-Musiker
- Crawford, Joe (* 1986), US-amerikanischer Basketballspieler
- Crawford, Joel (1783–1858), US-amerikanischer Politiker
- Crawford, Joel (* 1975), US-amerikanischer Storyboard Artist und Regisseur
- Crawford, John, US-amerikanischer Computeringenieur
- Crawford, John (1920–2010), US-amerikanischer Schauspieler
- Crawford, John Grenfell (1910–1984), australischer Ökonom
- Crawford, John R. (1915–1976), US-amerikanischer Spieler und Spieleexperte
- Crawford, John Willoughby (1817–1875), kanadischer Politiker, Vizegouverneur von Ontario
- Crawford, Johnny (1946–2021), US-amerikanischer Schauspieler und Sänger
- Crawford, Jordan (* 1988), US-amerikanischer Basketballspieler
- Crawford, Judy (* 1951), kanadische Skirennläuferin
- Crawford, Kamie (* 1992), US-amerikanische Schauspielerin
- Crawford, Kate (* 1974), australische Publizistin, Komponistin, Produzentin und Wissenschaftlerin
- Crawford, Kate (* 1977), australische Triathletin
- Crawford, Lavell (* 1968), US-amerikanischer Komiker und SchauspielerLavell Crawford (* 1968)

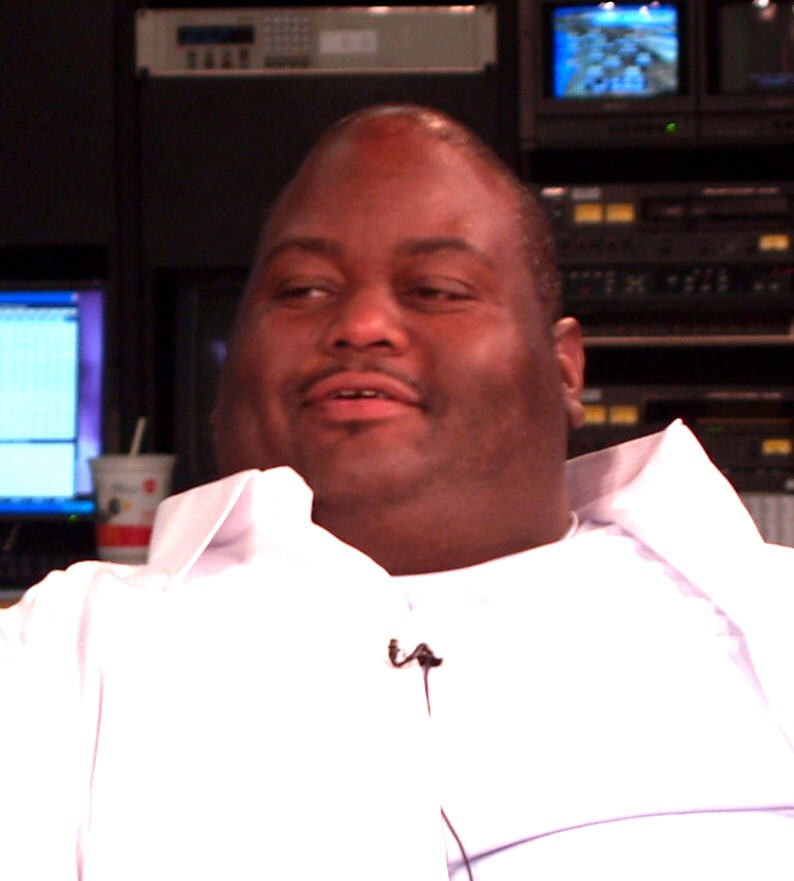
Lavell Crawford (* 1968)

- Crawford, Lilla (* 2001), US-amerikanische Schauspielerin
- Crawford, Marc (* 1961), kanadischer Eishockeystürmer und -trainer
- Crawford, Marjorie Cox, australische Tennisspielerin
- Crawford, Martin Jenkins (1820–1883), US-amerikanischer Politiker, Offizier in der Konföderiertenarmee
- Crawford, Matthew (* 1965), US-amerikanischer Schriftsteller und Philosoph
- Crawford, Michael (* 1939), britischer Althistoriker
- Crawford, Michael (* 1942), britischer Schauspieler
- Crawford, Michael H. (1939–2024), US-amerikanischer Anthropologe und Humanbiologe
- Crawford, Neta (* 1961), US-amerikanische Politikwissenschaftlerin
- Crawford, Noah (* 1994), US-amerikanischer Schauspieler und Sänger
- Crawford, Oliver (* 1999), US-amerikanisch-britischer Tennisspieler
- Crawford, Osbert (1886–1957), britischer Archäologe
- Crawford, Paul (1925–1996), US-amerikanischer Jazz-Musiker (Posaune, Baritonhorn) und Musikhistoriker
- Crawford, Paul (* 1947), kanadischer Komponist, Organist, Rundfunkproduzent und Musikpädagoge
- Crawford, Rachael (* 1969), kanadische Schauspielerin
- Crawford, Ralston (1906–1978), kanadisch-amerikanischer Maler, Lithograf, Fotograf und Kunstpädagoge
- Crawford, Randy (* 1952), US-amerikanische SoulsängerinRandy Crawford (* 1952)

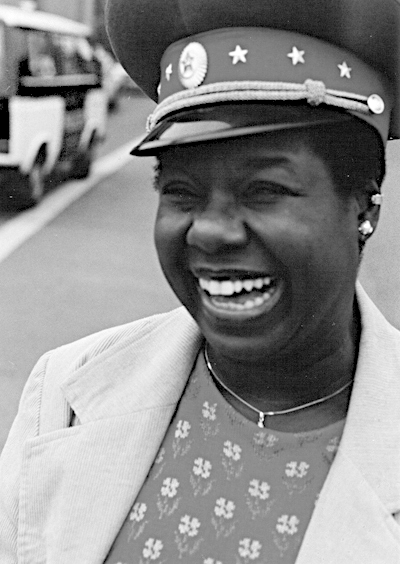
Randy Crawford (* 1952)

- Crawford, Ray (1915–1996), US-amerikanischer Rennfahrer
- Crawford, Ray (1924–1997), US-amerikanischer Jazz-Gitarrist
- Crawford, Ray (* 1936), englischer Fußballspieler
- Crawford, Rick (* 1966), US-amerikanischer Politiker der Republikanischen Partei
- Crawford, Robbie (* 1994), schottischer Fußballspieler
- Crawford, Robert (1886–1950), schottischer Fußballspieler
- Crawford, Robert junior (* 1944), US-amerikanischer Schauspieler und Filmproduzent
- Crawford, Ronald (1936–2018), australischer Geher
- Crawford, Rosanna (* 1988), kanadische Biathletin
- Crawford, Rosetta, US-amerikanische Blues-Sängerin
- Crawford, Ruben (* 1989), deutscher MMA-Kämpfer
- Crawford, Rusty (1885–1971), kanadischer Eishockeyspieler
- Crawford, Sam (1880–1968), US-amerikanischer Baseballspieler
- Crawford, Samantha (* 1995), US-amerikanische Tennisspielerin
- Crawford, Samuel J. (1835–1913), US-amerikanischer Politiker
- Crawford, Seymour (1944–2018), irischer Politiker
- Crawford, Shannon (* 1963), kanadische Ruderin
- Crawford, Shawn (* 1978), US-amerikanischer Sprinter und Olympiasieger
- Crawford, Stevie (* 1974), schottischer Fußballspieler und -trainer
- Crawford, Stuart (* 1981), schottischer Squashspieler und -trainer
- Crawford, Susan (* 1965), US-amerikanische Juristin, Richterin am Obersten Gerichtshof von Wisconsin
- Crawford, Terence (* 1987), US-amerikanischer BoxerTerence Crawford (* 1987)

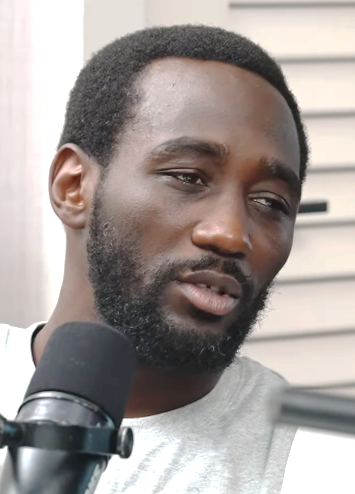
Terence Crawford (* 1987)

- Crawford, Thomas (1814–1857), US-amerikanischer Bildhauer
- Crawford, Thomas Hartley (1786–1863), US-amerikanischer Politiker
- Crawford, Thomas James (1877–1955), britisch-kanadischer anglikanischer Organist und Komponist
- Crawford, Tommy F. (* 1949), US-amerikanischer Offizier, Generalmajor der US Air Force
- Crawford, Walt, US-amerikanischer Bibliothekar
- Crawford, William (1732–1782), US-amerikanischer Offizier und Geometer in Diensten von George Washington
- Crawford, William (1760–1823), schottisch-amerikanischer Politiker
- Crawford, William (1907–2003), britischer Vizeadmiral
- Crawford, William Harris (1772–1834), US-amerikanischer Politiker
- Crawford, William T. (1856–1913), US-amerikanischer Politiker
- Crawford, Yunaika (* 1982), kubanische Hammerwerferin
- Crawforth, Jody (* 1980), britischer Cyclocross- und Mountainbikefahrer
- Crawfurd, Helen (1877–1954), schottisch-britische Suffragette, Mietstreikorganisatorin, kommunistische Aktivistin und Politikerin
- Crawfurd, John (1783–1868), schottischer Orientalist und Ethnologe
- Crawfurd-Jensen, Hans Fredrik (1882–1947), norwegischer Architekt
- Crawhall, Joseph (1821–1896), britischer Seiler, Folklore-Herausgeber, Illustrator und Aquarellmaler
- Crawhall, Joseph (1861–1913), englischer Maler des Spätimpressionismus
- Crawley, Allen (* 1941), australisch-papua-neuguineischer Weitspringer und Sprinter
- Crawley, Angela (* 1987), schottische Politikerin
- Crawley, Christine, Baroness Crawley (* 1950), britische Politikerin (Labour Party), MdEP und Life Peer
- Crawley, Desmond (1917–1993), britischer Diplomat
- Crawley, Elinor (* 1991), walisische Schauspielerin
- Crawley, F. R. (1911–1987), kanadischer Filmproduzent, Kameramann und Regisseur
- Crawley, Fiona (* 2002), US-amerikanische Tennisspielerin
- Crawley, John (* 1972), australischer Fußballspieler
- Crawley, Ken (* 1993), US-amerikanischer American-Football-Spieler
- Crawley, Lol (* 1974), britischer Kameramann
- Crawley, Talitiga (* 1991), samoaische Taekwondoin
- Crawley, Walter Cecil (1880–1940), britischer Tennisspieler
- Crawley, Wilton (1900–1948), US-amerikanischer Entertainer, Komponist und Klarinettist
- Crawley-Boevey, Mateo (1875–1960), peruanischer Priester und Ordensgründer
- Crawley-Boevey, William (* 1960), britischer Mathematiker
- Crawshaw, Billy (1895–1963), englischer Fußballspieler
- Crawshaw, Lionel Townsend (1864–1949), britischer Maler, Aquarellist und Radierer
- Crawshaw, Robert (1869–1952), britischer Schwimmer und Wasserballspieler
- Crawshay, David (* 1979), australischer Ruderer

### Crax
- Craxi, Bettino (1934–2000), italienischer Politiker, Mitglied der Camera dei deputati, Ministerpräsident, MdEPBettino Craxi (1934–2000)

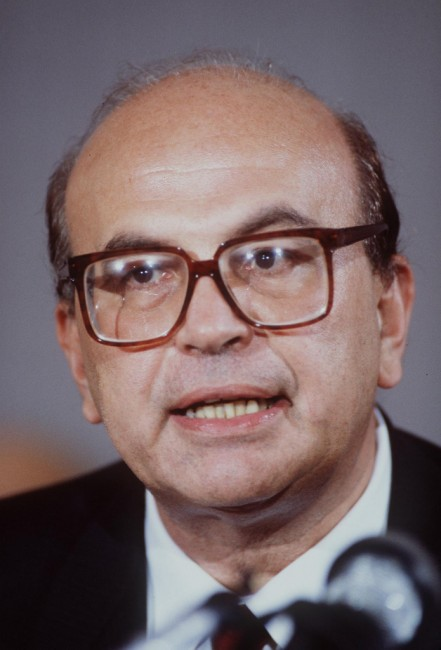
Bettino Craxi (1934–2000)

- Craxton, Harold (1885–1971), englischer Pianist, Komponist und Musikpädagoge
- Craxton, Janet (1929–1981), englische Oboistin
- Craxton, John (1922–2009), englischer Maler

### Cray
- Cray, Eric (* 1988), philippinischer Hürdenläufer
- Cray, Robert (* 1953), US-amerikanischer Blues-Gitarrist und -SängerRobert Cray (* 1953)

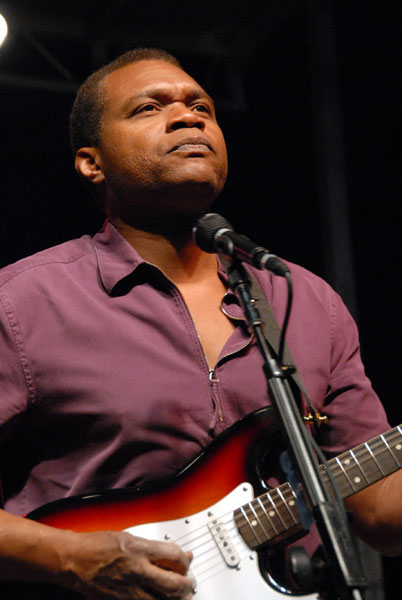
Robert Cray (* 1953)

- Cray, Seymour (1925–1996), US-amerikanischer Informatiker
- Craybas, Jill (* 1974), US-amerikanische Tennisspielerin
- Crayden, Ron (1920–2007), englischer Tischtennisspieler
- Crayen, Henriette von (1755–1832), deutsche Salonière
- Crayencour, Stéphanie (* 1983), belgische Schauspielerin und Pop- und Chansonsängerin
- Crayer, Gaspar de (1584–1669), flämischer Maler
- Crayston, Jack (1910–1992), englischer Fußballspieler und -trainer
- Crayton, Estrus (* 1972), US-amerikanischer American-Football-Spieler
- Crayton, Louis (* 1977), liberianisch-schweizerischer Fußballspieler
- Crayton, Patrick (* 1979), US-amerikanischer American-Football-Spieler
- Crayton, Pee Wee (1914–1985), US-amerikanischer Blues-Sänger und Gitarrist

### Craz
- Craze, Michael (1942–1998), britischer Schauspieler
- Craze, Tommy (* 1995), australisch-polnischer englischsprechender YouTuber
- Crazy Horse († 1877), Anführer der Oglala